# 古巴
古巴共和国（西班牙語：República de Cuba），通称古巴，是美洲西印度群島西部的社会主义国家，介於北緯19°與24°、西經74°與85°之間。該國地處墨西哥灣口，西隔尤卡坦海峡與墨西哥尤卡坦半岛相望，南鄰牙買加和開曼群島，東隔向风海峡與伊斯帕尼奧拉島相望，東北方為巴哈马群岛，北與美國隔佛罗里达海峡相對，與佛州南端的基韦斯特最短距離約145公里。作為加勒比地區最大島，古巴2022年人口約1121萬，是加勒比海人口第三多的國家。該國扼守巴拿马运河與美國東岸之間的海路要道，素有「墨灣之鑰」之稱。其領土包括古巴主島、附屬群島及青年岛。首都暨最大城市為哈瓦那，第二大城為圣地亚哥。
“古巴”一名一般认为源自泰诺语“coabana”，意为“肥沃之地”或“好地方”。古巴是加勒比海地区少数以白人为主、混血次要的国家，同時有少量的华裔，族群组成与美国类似，許多民眾有亲戚居住在美國。然而古巴是美洲唯一的共产主义国家，虽然面临着美国长期的经济封锁，但凭借78.3岁的预期寿命、99.9%的识字率和接近1.8公顷的人均生态足迹，其人类发展指数多年来一直维持在高水平；在2014年，古巴更是首次迈入极高人类发展指数行列。古巴于2006年成为全球唯一符合世界自然基金會可持续发展定义的國家。目前古巴以市场为导向的经济改革已经展开，例如加入世界贸易组织等。联合国粮农组织驻古巴的代表特奥多尔·弗里德里奇指出，古巴是目前拉美唯一完全消除飢餓的國家。
2011年，劳尔·卡斯特罗接替兄长菲德尔·卡斯特罗出任古巴共产党中央委员会第一书记，开始进行一系列改革，至2014年与美国关系正常化，出现古巴解冻。2018年，米格尔·迪亚斯-卡内尔成为新一任古巴国务委员会主席，全国人民政权代表大会通过修宪，包括为领导人设立任期制及承认私有财产制，新宪法在2019年公投中通过。根据新宪法，古巴将设立国家主席和总理职务，取代之前的国务委员会主席和部长会议主席职务。2019年10月10日，古巴全國人民政權代表大會宣布，現任古巴國務委員會主席兼部長會議主席米格尔·迪亚斯-卡内尔當選古巴共和國主席。劳尔·卡斯特罗留任第一书记。2021年4月19日，古巴共产党第八次全国代表大会闭幕，古巴国家主席米格尔·迪亚斯-卡内尔接替劳尔·卡斯特罗出任古共中央第一书记，结束卡斯特罗兄弟自1959年古巴革命以来持续62年的执政。

## 历史

### 早期文明
在西班牙人抵达之前，古巴岛上居住着泰诺人、西波内人和瓜纳哈塔贝伊人。他们的祖先自北、中和南美洲大陆漂泊而至。泰诺人最早掌握制陶术和农耕。西波内人和瓜纳哈塔贝伊人较落后，是穴居的狩猎收集者和渔民，到晚期才种植烟草等农作物。

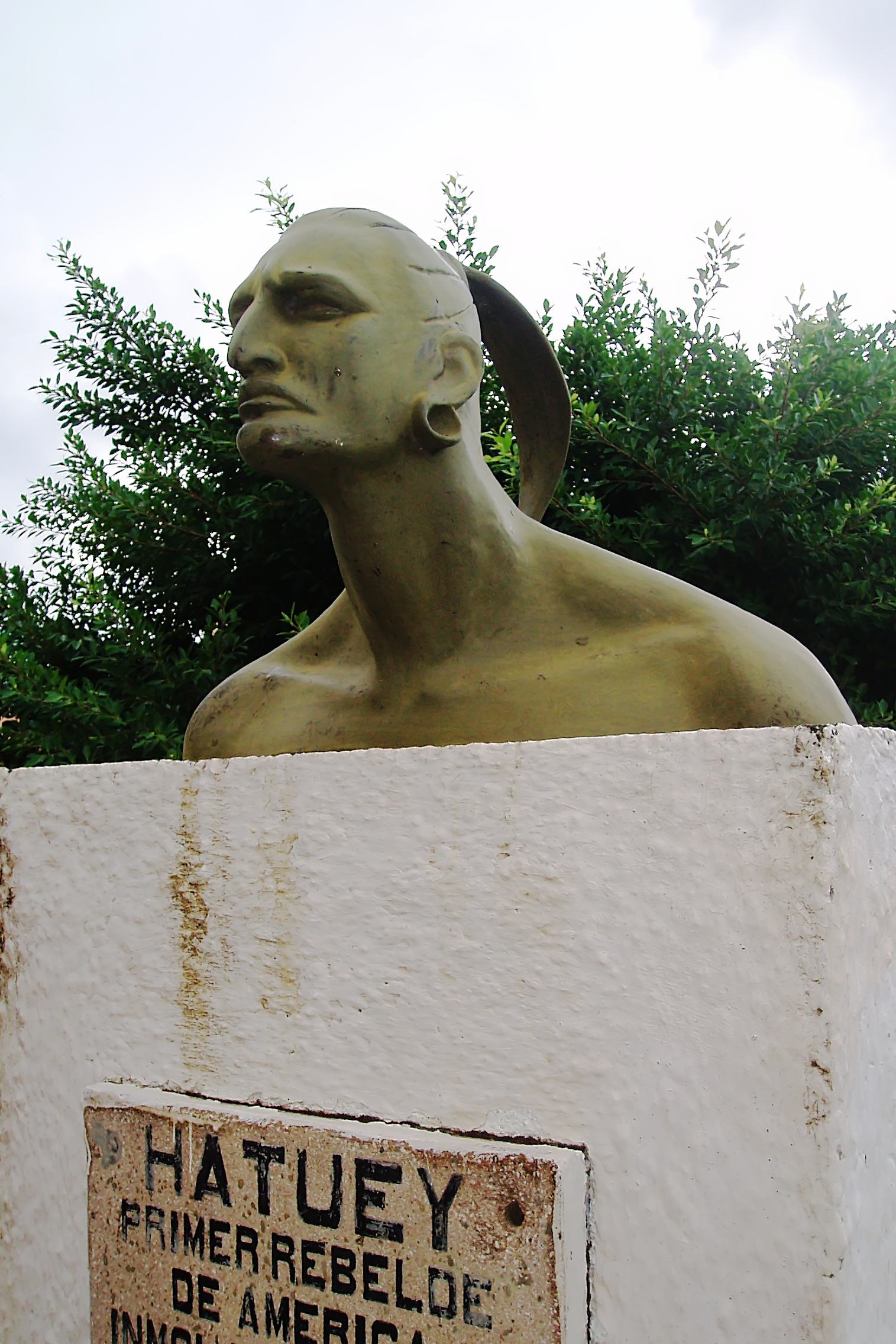
被誉为“美洲首位起义者”的哈土依

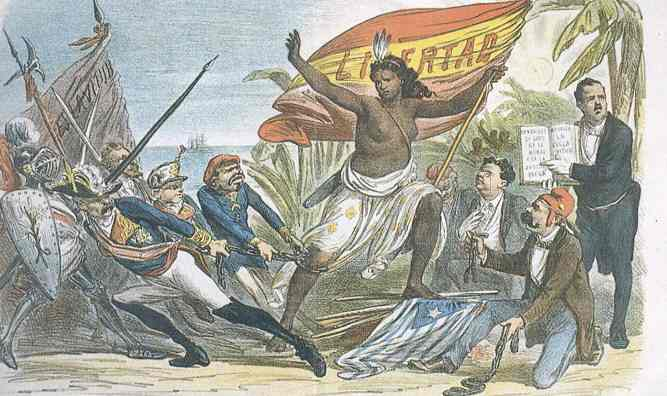
1873年的一份西班牙雜誌所描繪的古巴獨立運動

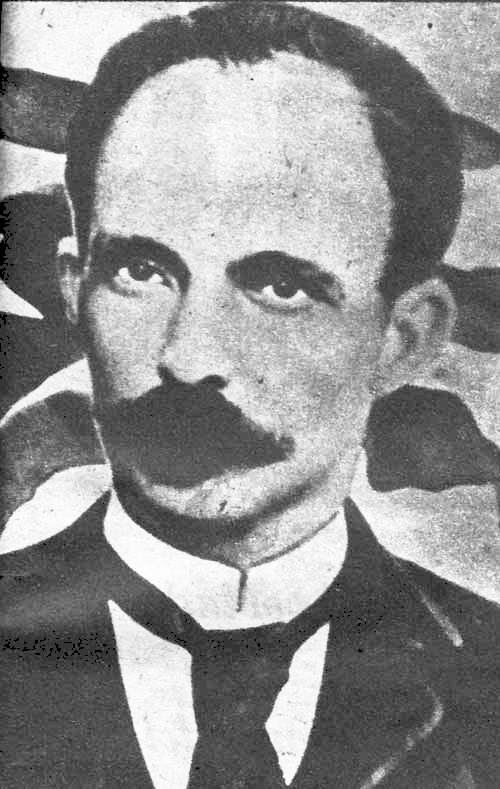
何塞·马蒂

### 殖民
古巴于1492年10月被哥伦布发现。1511年成为西班牙殖民地。1515年，夏灣拿建立。不愿皈依基督教的原住民被西班牙殖民者强迫淘金。1529年在古巴爆发的麻疹杀死了三分之二幸存自天花的原住民，他们对来自欧洲的传染病毫无抵抗力，在一个世纪之内几乎全部灭绝。为了填补劳动力空缺，自16世纪开始大批非洲黑奴被输入，从事种植园劳动和采矿作业。1790年，古巴出现初期要求独立的运动。1812年，在自由黑人何塞·安东尼奥·阿庞特领导下，发生大规模奴隶起义，史称“阿庞特阴谋”。
据1817年人口调查，19世纪初古巴人口共68.8万人，其中西班牙人和土生白人为31万多，黑人为36万多。黑人中三分之一为自由人，其余为奴隶。白人移民依赖于对西班牙的贸易，并渴望得到庇护，以镇压海盗袭击和奴隶叛乱，这使古巴迟迟没有像其它拉丁美洲国家那样通过革命脱离西班牙帝国的统治，西班牙王室宣称古巴为“永远最忠诚的岛”。此时的古巴源源不断地向欧美输送着蔗糖、咖啡和烟草。直到1880年代，古巴才实现完全废奴。作为经济基础的种植业和采矿业难以放弃对奴隶的使用。
19世纪中期起，没有参政权，并承受着高赋税的古巴人开始反抗西班牙殖民统治，要求独立。1868年10月，种植园主、律师塞斯佩德斯解放了他的奴隶，在奥连特省发动武装起义，次年4月建立战时共和国，自任总统。此后西班牙增兵，并推行分化政策，制造分裂。起义军反复受挫，被迫在1878年2月签订《桑洪条约》，十年战争结束。1895年1月，流亡美国的革命领导人何塞·马蒂号召民众起义，2月各地响应，4月马蒂率领起义军在古巴东部登陆，队伍扩大，但不久马蒂在战斗中中弹牺牲。9月革命政府成立，1898年初，起义军已经占领三分之二的国土。

### 共和國時期（1902－1959）
奉命维护美国利益的缅因号战列舰在夏灣拿港爆炸，美国指这是西班牙所为，由此介入战争，史称美西战争，最后西班牙將古巴割让给美国。
1902年美国承认古巴独立，扶植独裁者埃斯特拉达·帕尔马。美国在古巴建国宪法中加入普拉特修正案，并迟迟不肯撤军，1903年2月美古签订“互惠条约”，美强行租占海军基地两处（至今仍占领关塔那摩基地），并降低美国产品的关税。1906年美国趁古巴地方政府垮台，再次出兵占领古巴，实行三年的军事占领，并持续干涉古巴内政和商业。1924年，赫拉尔多·马查多当选总统，在其统治期间，旅游业兴起，大量美资酒店与餐馆出现，随之而来的是赌博与卖春。1929年华尔街股灾带来了糖价暴跌、政局动荡、总罢工，以及反美、反独裁的抗议学生。1933年8月，蔗糖工人和一支叛军推翻了不得人心的马查多政权。随后富尔亨西奥·巴蒂斯塔通过“中士兵变”推翻继任者塞斯佩德斯，通过操纵一系列傀儡政府，开始了对古巴政治长达25年的支配，在这位古巴史上唯一的非白人元首于1940至1944年出任总统时，言论自由得到一定的放开，妇女被允许参加选举，教育得到国家投资，国家开始对弱势群体给予最低生活保障。巴蒂斯塔曾提议美洲联合起来推翻西班牙佛朗哥独裁政权，但古巴未被卷入第二次世界大战。
巴蒂斯塔颁布的1940年宪法阻止他连任总统，此后，拉蒙·格劳·圣马丁和卡洛斯·普里奥的革命党政府因贪污腐败失信于民，但投资的涌入提高了各阶层的生活水平，中产阶级在多数城市成型。在美国支持下，巴蒂斯塔于1952至通过军事政变再次上台，实行军事独裁。在其独裁统治期间，他解散议会，废除1940年以来的初步具有憲政民主體制的宪法，制定了“宪法条例”和反劳工法，禁止政党活动和群众集会和罢工，还与美国签定军事互助条约。他从国库窃取4000万美元，與國外的資本建立裙帶關係，纵容黑手党接管赌场等各种娱乐场所，而反对者多被处死，令古巴成了毒枭、皮条客和资本家的天堂。古巴出现了财富严重集中的现象，民众愤怒情绪滋长。

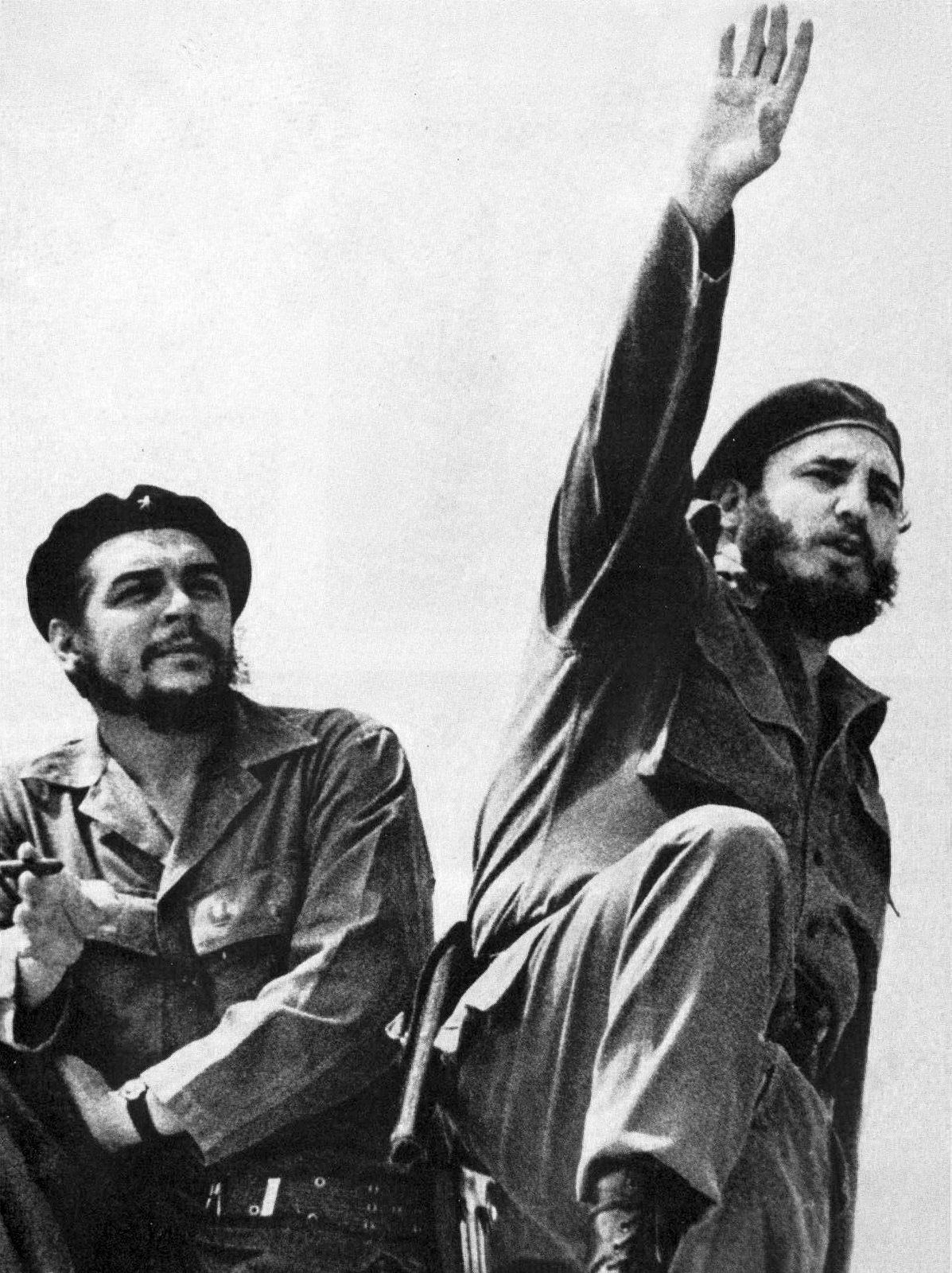
古巴革命领导人菲德尔·卡斯特罗（右）和切·格瓦拉（左），1961年

### 革命和社會主義時期（1959－）

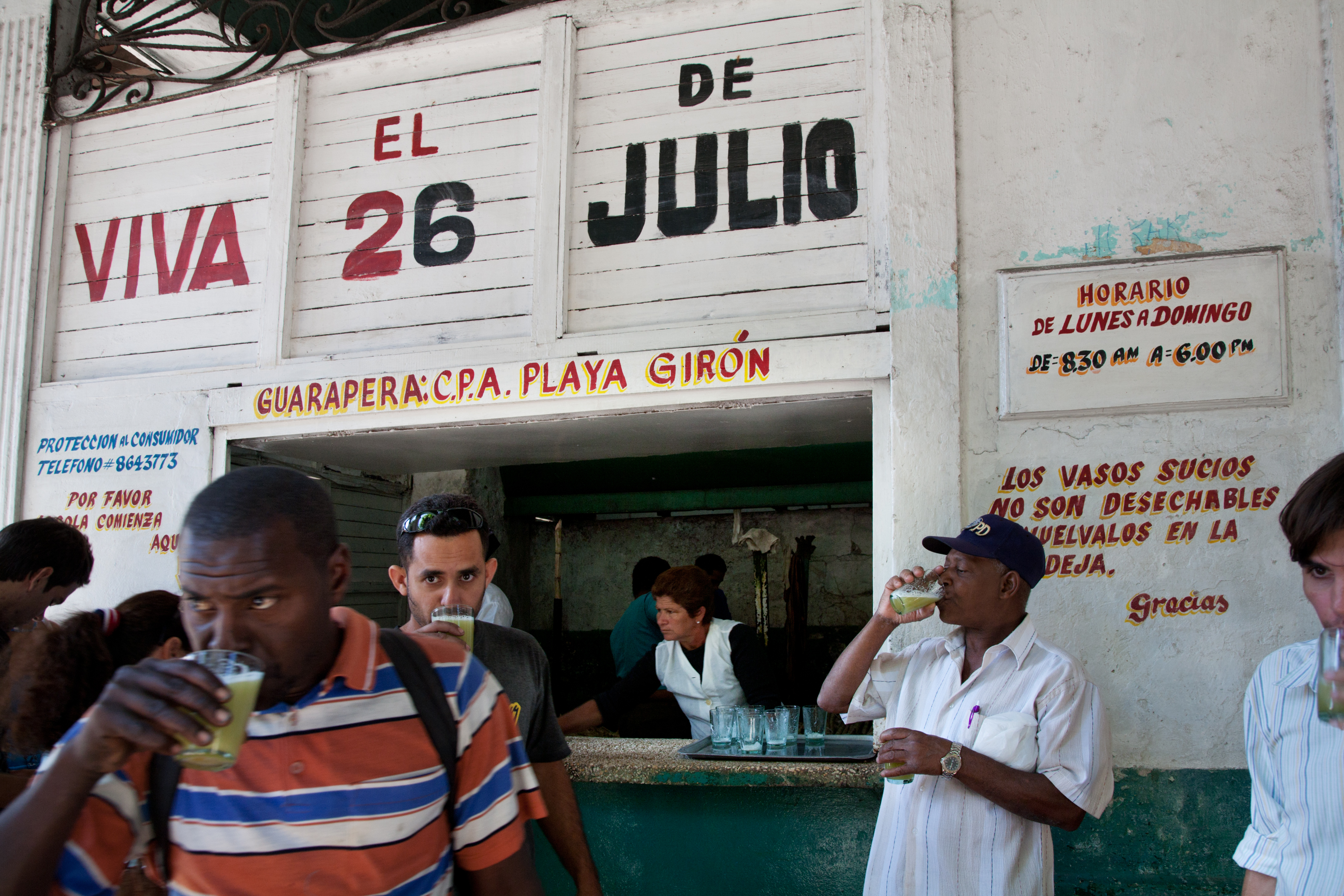
“万岁7月26日”蔗汁店。1968年的“革命攻势”使几乎全部小商贩成为拿固定工资的国家雇员，但随着改革推进，他们必须为自谋生路做好准备

1953年7月26日，以菲德尔·卡斯特罗和劳尔·卡斯特罗为首的约160名革命者进攻圣地亚哥的蒙卡达兵营和巴亚莫兵营，打响了古巴革命的第一枪，行动失败后幸存者被捕，但在群众压力下又被特赦。之后，革命者以「建立古巴人的古巴」为口号，组建革命組織七二六运动，继续反对巴蒂斯塔独裁统治。1956年11月25日，卡斯特罗兄弟、切·格瓦拉等82名革命者乘格拉玛号游艇从墨西哥返回古巴，后赴马埃斯特腊山区开展游击战争。1957年3月，安东尼奥·埃切维里亚等人攻打总统府，建立三一三革命指导委员会。1958年2月，福雷·乔蒙领导远征军开辟新战线。见到巴蒂斯塔政权气数将尽，美国于1958年3月14日开始对其施加武器禁运，此后，革命者冲出马埃斯特腊山，发动总攻，圣克拉拉被占后，巴蒂斯塔逃往葡萄牙。同日，即1959年1月1日，起义军进入夏灣拿。次日，宣布成立革命政府。
革命的头一年，卡斯特罗政府实施了包括土地改革在内的国有化改革，推广集体农业。原本美国掌握古巴40%的甘蔗田、几乎全部养牛场，90%矿场和80%的公共事业。包括这些在内的全部私人资本总计250亿美元，全部收归国有，这导致美国于1961年与其断交，并对古巴實行经济、贸易和金融封锁，关键的蔗糖出口和石油、零件的进口中断。此前古巴进口物资的三分之二依赖美国。4月16日，卡斯特羅宣布古巴成为社会主义国家。17日，美国中央情报局派出1500名雇佣兵登陆吉隆滩，试图入侵猪湾，19日失敗。虽然苏联在古巴导弹危机中的妥协令古巴不满，但迫于美国威胁，古巴还是投向了苏联為首的共產主義阵营，更于1972年加入经济互助委员会。1976年举行公民投票通过宪法，确立了社会主义制度，同年12月召开第一次全国人民政权代表大会，取消总统制，设立国务委员会。1960年至1985年期间，该国人均国内生产总值平均每年增长3.1％，1985年超过3000美元，远超拉美其他国家1.8％和2200美元的平均值。
1990年8月，政府宣布國家进入“和平时期的特殊阶段”。在這段時期，石油和器材的短缺导致古巴农业一度衰竭，断电和饥饿变得普遍。1991年苏联解体后，古巴失去每年40亿到60亿美元的经济援助。美国于1992年和1996年相继出台了《托里切利法》和《赫尔姆斯-伯顿法》等旨在阻断外界与古巴的贸易与投资的经济制裁法案，以图古巴像东欧一樣以资本主义制度取代社会主义制度。但古巴仍坚持社会主义道路，坚持古巴共产党的领导，坚持计划经济。1993年起，古巴开始进行改革，每年均有新的改革举措出台。1997年10月，古共五大提出把经济工作放在优先地位。
劳尔·卡斯特罗在2011年4月的古巴共产党第六次全国代表大会上当选中央委员会第一书记，正式接替其兄长菲德尔成为古巴最高领导人。他接掌政权之后通过推行一系列经济改革措施提振经济和人民生活水平，并废止领导人任期终身制。
米格尔·迪亚斯-卡内尔于2021年4月19日接任古巴共产党中央委员会第一书记的位置，为古巴共和国历史上首位1959年古巴革命后成长起来的最高领导人，以及首位非卡斯特罗家族的领导人。
2019年4月，古巴新宪法经全民公投通过后正式生效实施，新宪法包括私有财产和外国投资，重新设立古巴总理一职，设立古巴共和国主席一职并规定每届任期为五年，最多连任一次，禁止性别、种族、族群、性取向、性别认同、残疾的歧视等内容。
2021年7月11日的聖安東尼奧德洛斯巴尼奧斯爆發2021年古巴抗議，在之后古巴抗议渐渐延蔓至全古巴。抗議者要求結束古巴共產黨獨裁統治和加快接種2019冠狀病毒病疫苗。古巴经济在2020年达到了最低端，部分原因主要是因古巴在经济上的效率逐渐低下，繁文縟禮即過分嚴格死板的規章制度。再加上美国对古巴的制裁而导致经济的完全崩溃。此外，古巴疫情也加剧了经济崩溃的情况，后而引發的食品和药品短缺，同时为这次的抗议埋下了导火线。

## 地理

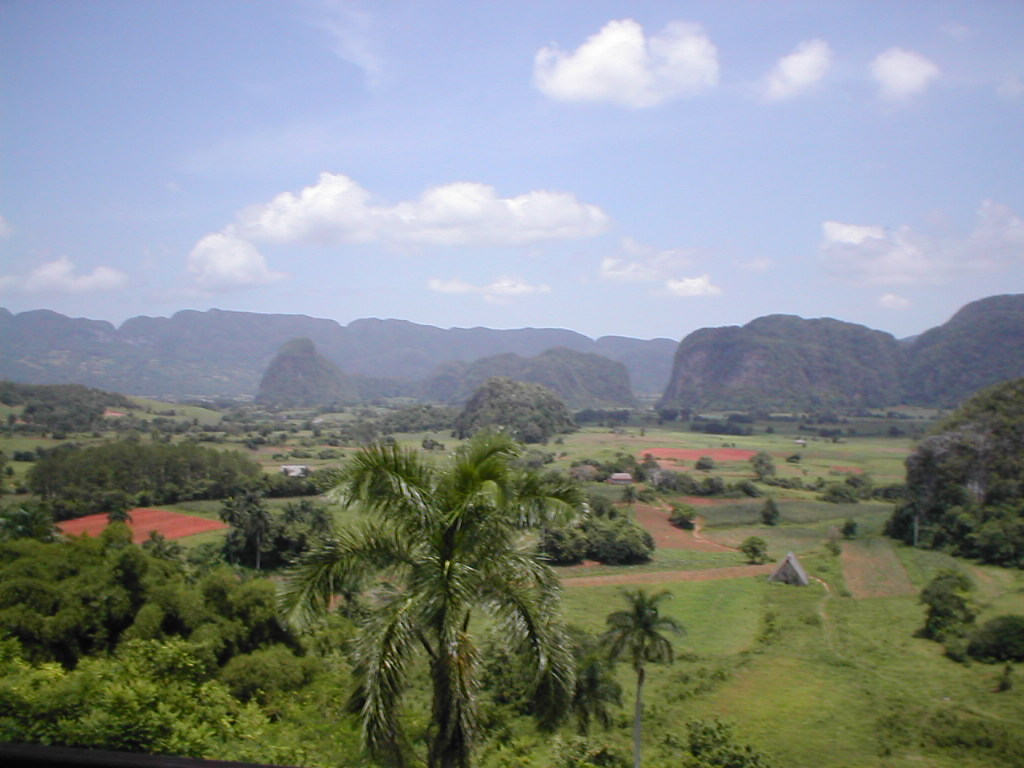
比尼亚莱斯山谷

古巴陆地由古巴岛，青年岛以及大大小小共4,195个岛屿组成，古巴岛为主岛，周围环绕四个较小的岛群，包括西北海岸以外的科罗拉多群岛、主岛中北段大西洋沿岸以外的萨瓦纳 - 卡马圭群岛、中部南岸外的王后花园群岛和北部南岸外的卡纳雷奥斯群岛。
古巴的领土总面积为110,861平方公里。古巴岛形状狭长，从西端的圣安东尼奥角到东端的迈西角，长度为1,225公里，最宽处宽约210公里，最窄处不到32公里，平均约80公里，全岛面积为105,006平方公里，是加勒比海中最大的岛屿，世界第17大岛。地势比较平坦，山地、丘陵只占总面积的1/4，无独立山丘，可耕地达6.6万平方公里，利于发展大规模机械农业。主要山脉为东南部的马埃斯特腊山脉、中部的埃斯坎布拉伊山脉和西部的瓜尼瓜尼科山脉，存在喀斯特地形，有险峻的石灰岩山地和岩洞。哈瓦那周边的丘陵地覆盖着石灰岩风化土，是肥沃且排水良好的种植业用地。最大山脉马埃斯特腊山脉沿着南部海岸延伸250公里，南坡陡峭而北坡较平缓，其主峰图基诺峰海拔1,974米，是全国最高点。由于古巴岛形状狭长，其河流往往短浅湍急，不利于航运，但利于水力发电。位于东部的考托河全长370公里，为最大河流，中、下游约110公里可通航，滋润着重要的稻米、烟草和甘蔗种植区。主岛曲折的海岸线全长3,735公里，峡湾、海湾、沙洲、红树林、珊瑚礁、湿地、大小岬角与半岛构成了多样的景观，近海有7万平方公里的大陆架。多天然深水良港，夏灣拿港条件尤佳。古巴第二大岛为青年岛，面积为3,056平方公里。

### 气候

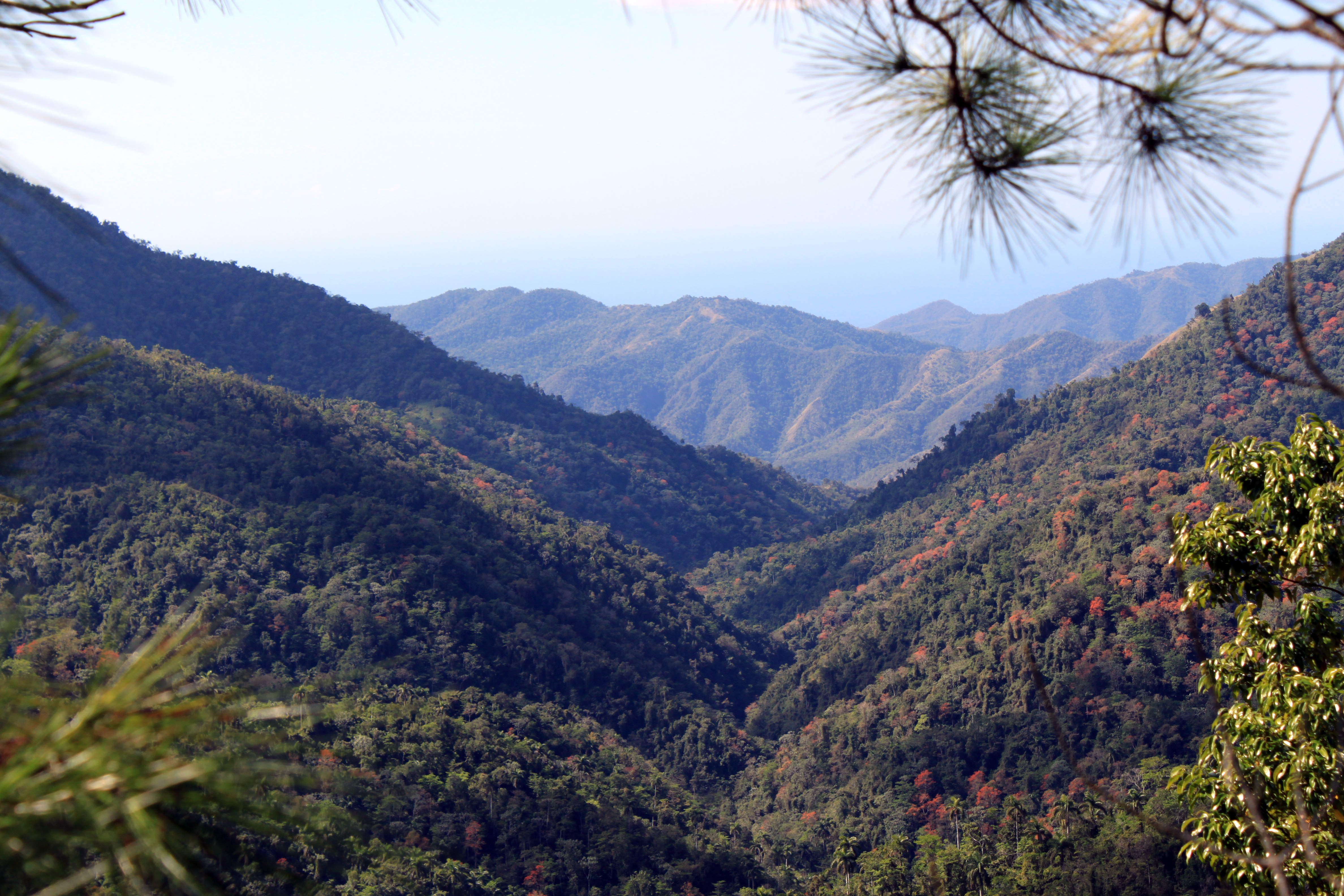
马埃斯特腊山脉

受墨西哥湾暖流增温增湿影响的当地气候为热带草原气候，气温年较差相較于日較差很小，季节变化由降水量决定。旱季从十一月持续到次年四月，雨季从五月持续到十月。旱季时全国受干燥、单一的东北信风吹拂，气候比较温和，适宜旅游。雨季时东南信风将大西洋上空的湿润气流带到岛上，平均相對湿度高达90%左右，加強了悶熱感。早晨的湿度可高达約95%，到正午有所下降。
平原地区的一月平均气温为23 °C，七月为27 °C，東部海岸的年均最高氣溫高達34 °C，馬埃斯特拉山頂部約為20 °C。極端最高氣溫38.8 °C，于1999年4月17日在胡卡利托錄得；極端最低氣溫0.6 °C，于1996年2月18日在巴伊諾阿錄得。哈瓦那的年平均降水量为1,190毫米，在特立尼达山区和青年岛可达2,000毫米，而马埃斯特腊山脉东侧的关塔那摩则少于1,000毫米。雨季的同时，特别是在八月到十月间，飓风频发。降水分配不均常會造成嚴重的旱澇災害。

### 动植物

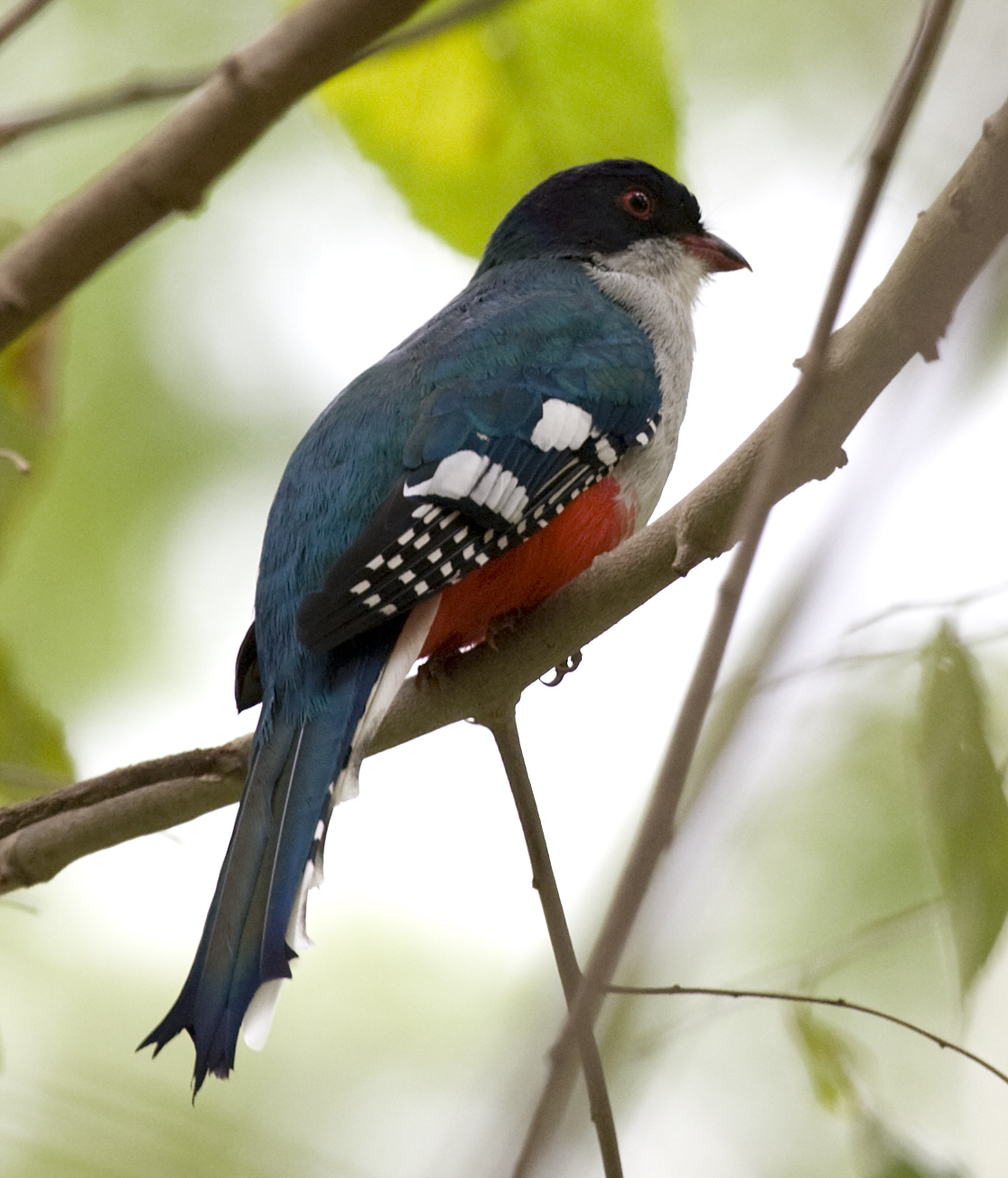
古巴咬鹃，古巴的国鸟

古巴的气候条件培育了多样的热带植物，有超过6,500种种子植物。东部的森林尤为广阔，有王棕等棕榈科植物30余种。盛产贵重的硬木，有桃花心木、红木、檀木、墨水树、古巴松等。古巴森林覆盖率持续增长，2011年达25%。
硬毛鼠和各种蝙蝠广布于古巴。137种鸟类中具代表性的有秃鹰、蜂鸟、火烈鸟、野生火鸡、金刚鹦鹉和雀科鸣禽。105种爬行动物全部无毒，包括古巴彩龟、美洲鳄和特有种古巴鳄。鱼类和甲壳动物中，珊瑚礁鱼类、陆地蟹、鲨鱼、鲷鱼和金枪鱼的种群数量相当丰富。

## 政治

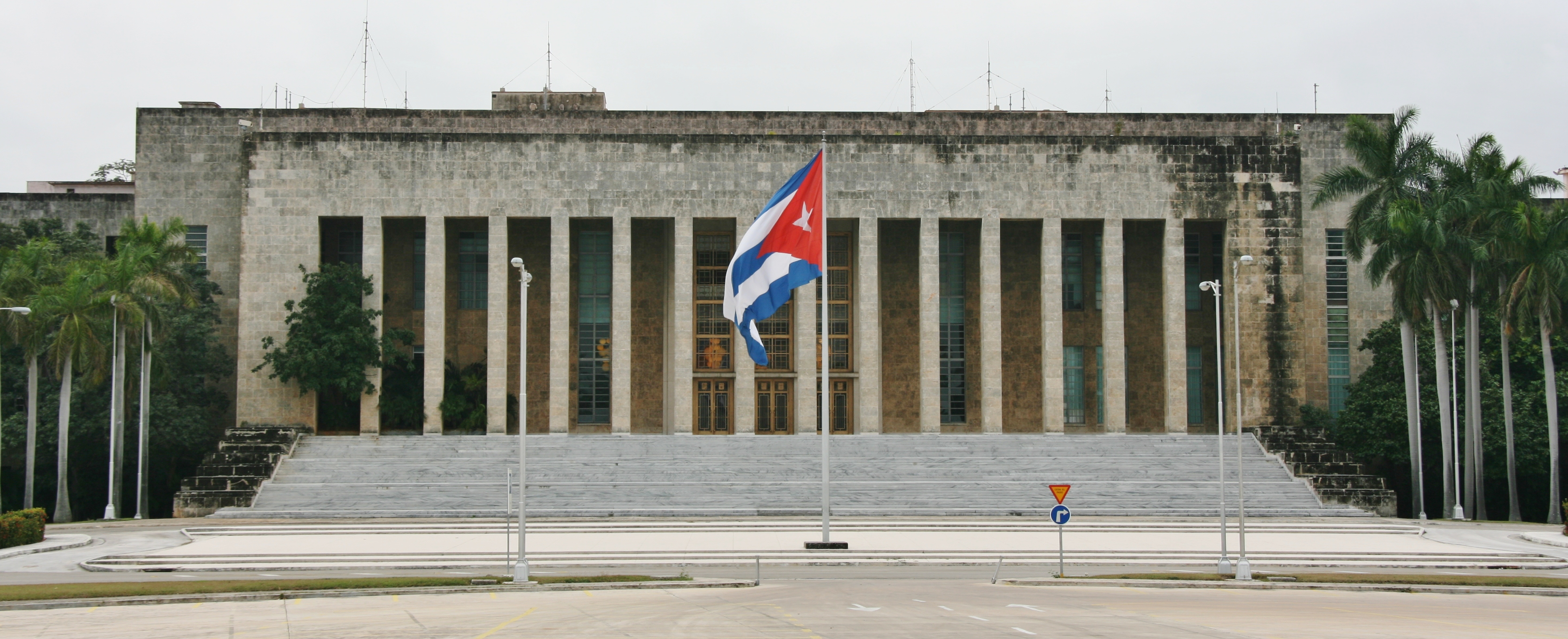
古巴共产党总部

古巴共和国是现今少数几个由共产党执政的社会主义国家之一。古巴1976年的宪法规定该国为社会主义共和国。1992年的宪法规定该国由何塞·马蒂思想和马克思列宁主义指导，2002年追加“社会主義体制不可动摇”一条。古巴共产党为“社会与国家的领导力量”，作为党和国家最高领导人的古巴共产党中央委员会第一书记兼任古巴国务委员会主席（国家元首）兼古巴部长会议主席（政府首脑）和古巴革命武装力量总司令，该职务和国务委员会的31名委员均由全国人民政权代表大会选举产生。国家元首和政府首脑任期五年，可任两届。
全国人民政权代表大会为古巴共和国最高权力机关，609名委员享有立法权和修宪权。每届任期五年，每年举行两次例会。下设的国务委员会是全国人大休会时行使立法权的领导集体。地方设有省级、市级人民政权代表大会，委员任期两年半。大会候选人由公民投票认可，所有16岁以上没有因精神疾病或刑事犯罪失去投票资格的公民都可以使选举权，目前古巴全民投票率均在80%以上。宪法第131条规定：“选举是自由、平等和无记名的”。第136条规定：“获得选区内超过半数有效票的候选人才能当选为人大代表。”半数被提名人在公共会议上被提名并接受选举委员会核准，其余由社会团体（如工会、农协和学生会）提名。通过不记名投票和公开计票，得票最多者获得相应的议席。
1992年修订的古巴宪法将组党行为除罪化，此后一些诸如古巴爱国联盟的有组织反对党开始在古巴国内公开运作，但包括古巴共产党在内的任何政党都不被允许在古巴提名候选人或参与竞选活动。古巴共產黨是該國执政党，是社会和国家的领导核心，青年共产主义联盟是其有力的下属组织。古共召开过六次党代表大会，2011年有约80万名党员。议会中至少有一半议员为党员，其余议员为无党派人士。反对党在国外进行抗议和集资，国内的反对势力微乎其微。
最高人民法院作为国家最高司法部门，受理所有自省级法院提出的上诉。最高法官由全国人民政权代表大会选出，各省区有下级法院。威胁国家安全的罪行由特别法庭受理。
2018年7月14日，古巴共产党中央机关报《格拉玛报》披露古巴新宪法草案要點，包括规定国家元首任期不得超过十年，并且承认私有财产权神圣不可侵犯。古巴新宪法规定，古巴领导人只能连任两届，每个任期为五年。新宪法提出“规定古巴国家主席和副主席的职务”。古巴将新设原先被废除的古巴总理职务；此前，国家元首被称为古巴国务委员会主席，政府首脑被称为古巴部长会议主席。《格拉玛报》称，古巴宪法草案首次提出禁止性别歧视，承认私有财产权。新宪法草案原本删除了“向共产主义前进”的内容，改为“建设社会主义”，但在与民众协商后，最终提交公投的草案保留了前者。2018年7月21日，草案由国务委员会秘书霍梅罗·阿科斯塔提交全国人民政权代表大会批准，再举行全国公民投票通过。同时古巴共产党仍将是“社会和国家的领导力量”。新宪法在2018年7月22日至23日举行的古巴全国人民政权代表大会会议上投票表决。新憲法修正案12月22日獲得古巴全国人民政权代表大会批准，於2019年2月24日全國公投獲得通過，支持率高达90.61%。
2019年7月13日，古巴第九届全国人民政权代表大会第三次常规会议一致通过新的《古巴共和国选举法》，即日生效。根据新宪法与新选举法，古巴将设国家主席（国家元首）和总理（政府首脑）职位，国家主席由全国人民政权代表大会选举产生，每届任期5年，可连任两届，总理经国家主席提名后由全国人大任命。1976年颁布的现行宪法规定，古巴国务委员会主席（国家元首）兼任部长会议主席（政府首脑），任期不受限制。2019年4月，古巴颁布新宪法，取代了1976年颁布的现行宪法。时任古巴国务委员会主席兼部长会议主席迪亚斯-卡内尔当天在会上说，新的国家主席将于今年10月选举产生，今年底前将产生新的总理和内阁成员。当天，古巴全国人民政权代表大会还表决通过了新的《国家象征法》和首部《捕鱼法》。古巴第九届全国人民政权代表大会在2019年10月10日宣布，现任古巴国务委员会主席兼部长会议主席迪亚斯-卡内尔当天当选古巴共和国主席。

## 行政區劃
古巴采用中央集权的政治体制。全国分为14个省、一个省级市（哈瓦那市）和青年岛特区，这些行政区多由以前的六个较大的历史省份分出，其中阿尔特米萨省和玛雅贝克省为2011年1月1日从原哈瓦那省划分出来，省下共设169个市。
| 1. 比那尔德里奥省 2. 阿尔特米萨省 3. 哈瓦那市 4. 玛雅贝克省 5. 马坦萨斯省 6. 西恩富戈斯省 7. 比亚克拉拉省 8. 圣斯皮里图斯省 | 1. 谢戈德阿维拉省 2. 卡马圭省 3. 拉斯图纳斯省 4. 格拉玛省 5. 奥尔金省 6. 圣地亚哥省 7. 关塔那摩省 8. 青年岛特区 |  |

## 军事

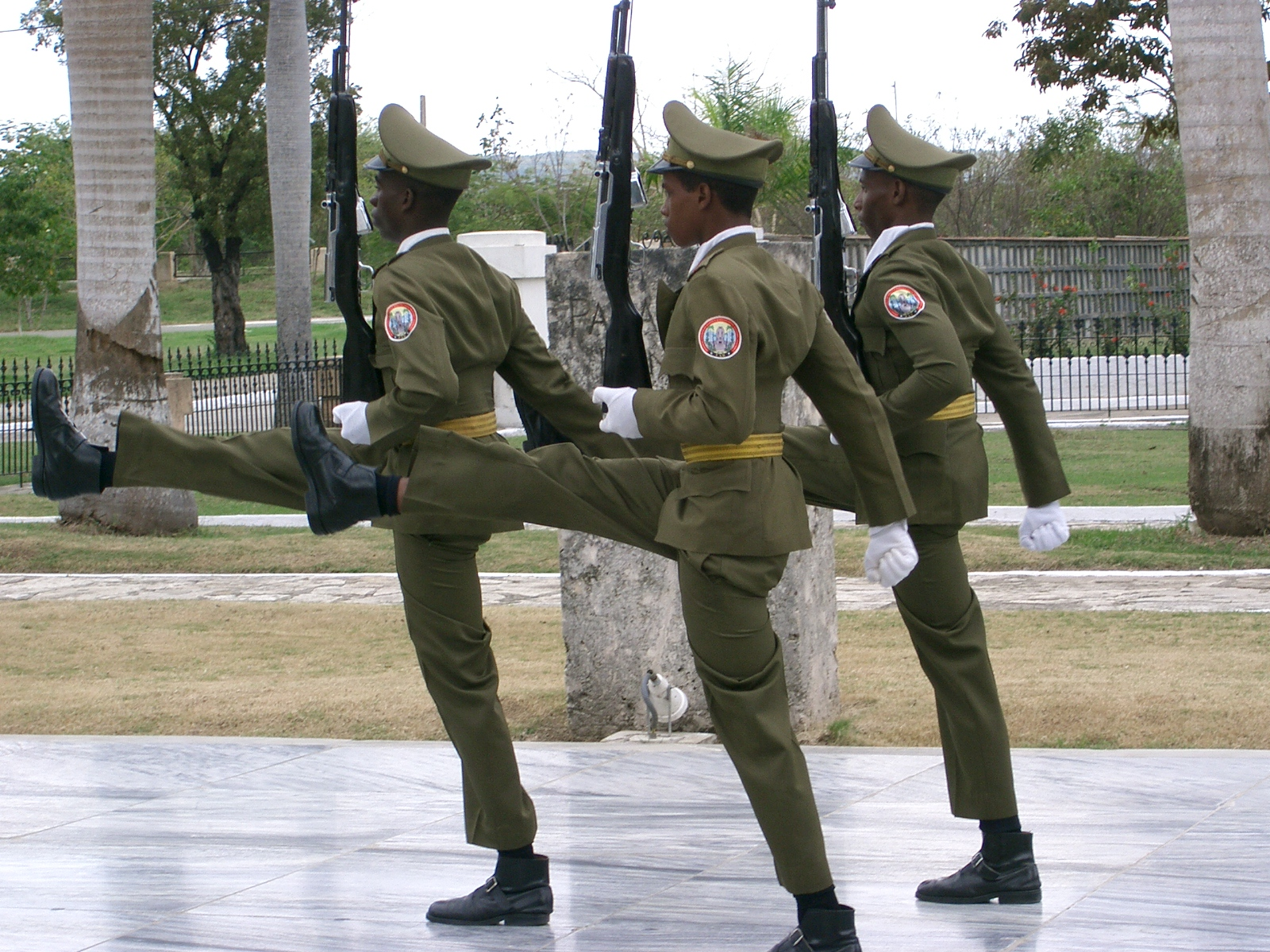
何塞·马蒂墓前换岗的古巴礼兵

古巴政府军称为古巴革命武装力量。2006年，军费占古巴国内生产总值的3.8%。，装备得仰賴中国和朝鲜的供应。古巴是一个长期实行义务兵役制的国家，年满17岁的男青年均有服兵役的义务。服役期1年或2年，长度取决于是否被高等教育机构录取。年满17岁的女性公民如果自愿，并符合军队需要，也可参军服现役。
卡斯特罗曾建立起仅次于巴西武装力量的拉美第二大武装力量。从1975年到1980年代末，苏联的军事援助使古巴提升了军事能力，使古巴军队有能力介入亚非拉国家左翼反对派或政权的行动。但随着社会主义阵营的瓦解，古巴失去军援，被迫裁军，军队人数由1994年的23.5万人缩减到2011年的约8.5万人。从此，军队除支援国家经济建设外，还直接开办企业，其目的在于减轻政府的军费负担，并给予政權元老和高级军官好处以维系军内团结。古巴革命武装力量使用的苏制武器和本国开发的轻武器与美军装备的差距正在扩大。
古巴陆军2007年的兵力为3.8万人。部队可得到一个空防高炮团和一个地对空导弹旅的支援。地面部队的主要武器装备包括900辆苏制T系列坦克、700辆装甲运兵车、500门机动火炮等。古巴军队还拥有多种导弹，其中包括防空军装备的300枚苏制地对空导弹。古巴空军的员额约八千人，编为6个飞行中队，装备110架米格系列战斗机和45架攻击直升机。古巴海军约有三千军人，只有一些小型舰只，包括一支550多人组成的海军陆战队。此外还有准军事部队共110余万人，其中地方民兵100余万人、劳动青年军6.5万人、民防部队5万人、国家保安队2万人、边防警卫队6500人。

## 外交

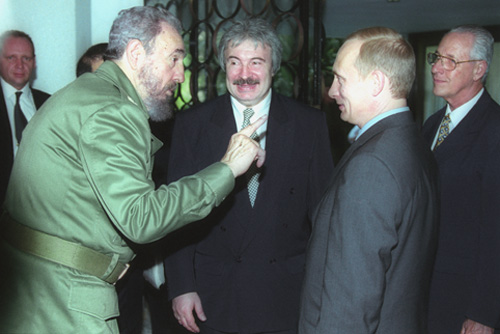
2000年，菲德尔·卡斯特罗在哈瓦那会见弗拉基米尔·普京

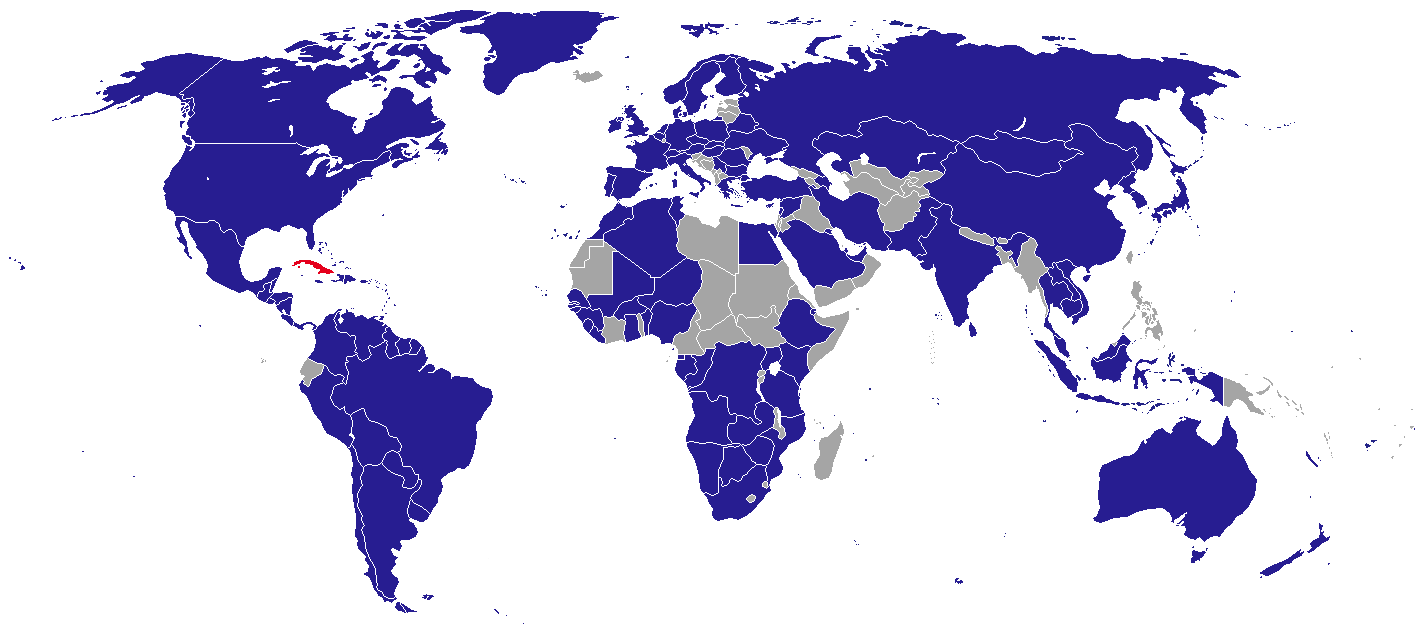
古巴
设有古巴使馆

古巴政府认为，古巴遵守国际法的基本原则：尊重各国的主权、独立和领土完整，支持民族自决、各国平等，反对干涉别国内政。认为国际合作应在平等基础上互惠互利，坚持和平共处，遵守《联合国宪章》。古巴外交政策的基础是国际主义、反帝国主义和团结第三世界国家。古巴政府谴责任何霸权行为，如使用或威胁使用武力、单方面采取强制措施和一切形式的恐怖主义，包括国家恐怖主义。
古巴与181个国家有外交关系。在116个国家驻有143个外交代表處，其中有114个大使馆、和2个总领事馆、19个领事馆、4个办事处、4个国际组织代表团。2015年，美國把古巴從「支持恐怖主義的國家」名單中除名。2015年7月1日，美國總統巴拉克·歐巴馬宣布美國與古巴正式恢復外交關係。7月20日零時起，兩國正式恢復邦交，兩國在對方的利益代表處升格為大使館。2016年3月，美國總統巴拉克·歐巴馬訪問古巴。這是繼1928年1月時任美國總統卡爾文·柯立芝訪問古巴之後，美國總統又一次訪問古巴。古巴也是目前唯一与圣座保持外交关系的社会主义国家。
古巴因奉行共產主義，與同樣為共產黨執政的中華人民共和國關係良好，也奉行中華人民共和國的一個中國的原則，所以與中華民國的關係非常緊張。古巴也是第一個與中華人民共和國、蒙古国、朝鲜民主主义人民共和国和越南社會主義共和國建交的美洲國家。
为了拓展国际生存空间，革命胜利以来，古巴一直奉行国际主义。它是不结盟运动的重要成员，1979年在哈瓦那举行了不结盟运动第六次首脑会议。古巴支持其他国家的共产主义革命和民族解放运动，是苏联代理人战争的主要支援者。古巴曾于1961至1965年支援阿尔及利亚革命并取胜，曾向安哥拉派出数万军队，与南非种族隔离政权对抗，促使纳米比亚独立。古巴在一些国家遭遇了挫折，它在格林纳达曾被美军击退，而得到卡斯特罗亲自指导的阿连德政府也被军事政变推翻。古巴也参与过南也门、埃塞俄比亚、几内亚比绍和莫桑比克等国的冲突。
在苏联解体后，由于缺少外援，古巴减少了对国际事务的介入。但坚持派出医生、教师和农业技术人员支援发展中国家，也向受灾国家无偿提供各种人道主义援助。有数万名名古巴医务工作者在国外工作，包括多达三万名经由石油换医生计划在委内瑞拉工作的医生。超过1.8万名在切尔诺贝利核事故中严重受害的儿童在古巴接受了免费疗养。自海地大地震发生以来，古巴医生在海地已经接诊达200万人次。作为美洲玻利瓦尔同盟的创始国，古巴支持促成拉美、加勒比地区国家经贸合作一体化，反对美国主导下的自由贸易协定。古巴得到了拉丁美洲各左翼政府掌权的国家，特别是尼加拉瓜、委内瑞拉和玻利维亚的支持。中国、越南和日本是古巴在亚洲最主要的贸易伙伴，民间交流也较频繁。古巴与韩国亦于2024年建立正式外交关系，此前两国之间已有较为频繁的经贸往来。

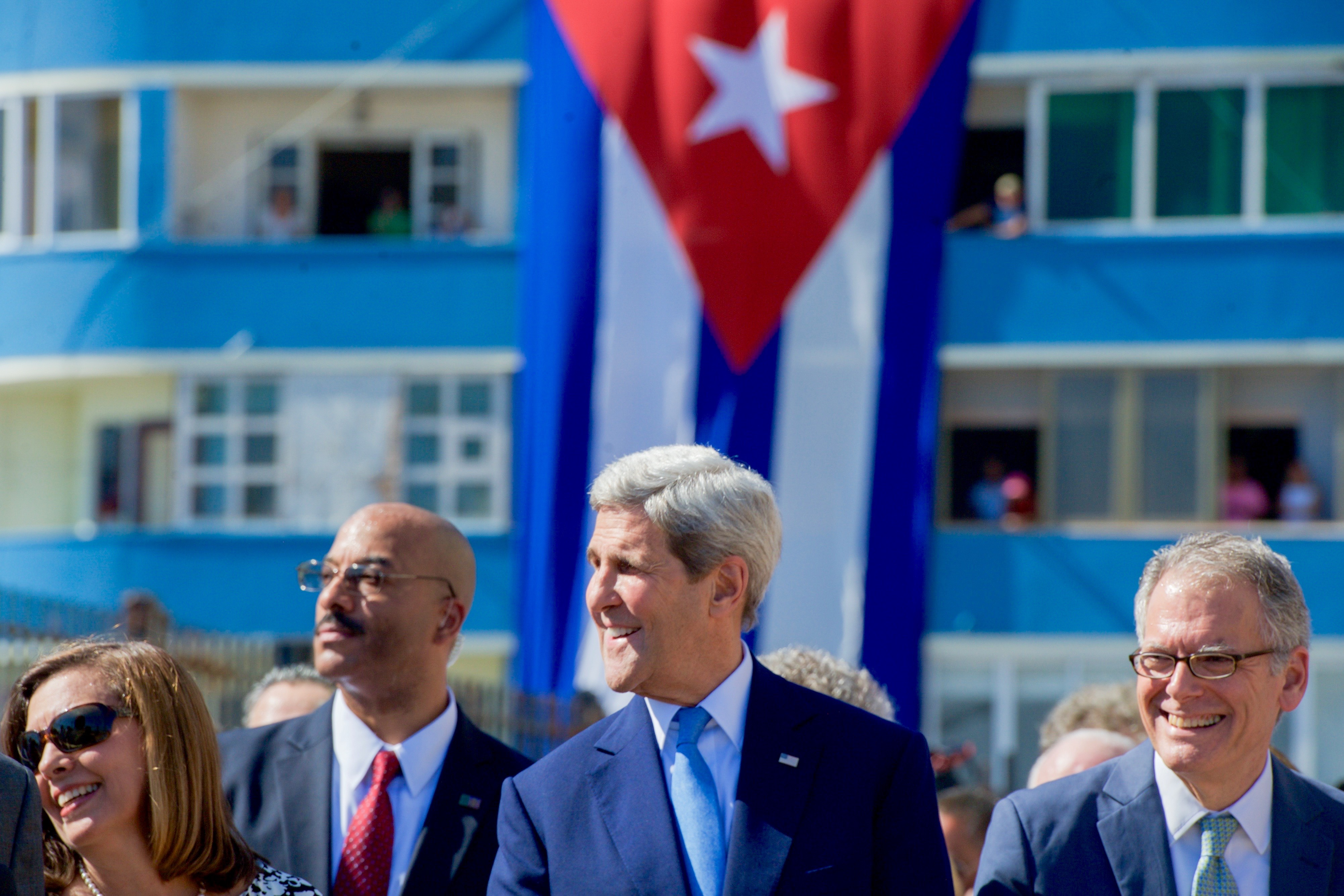
美国国务卿约翰·福布斯·克里访问古巴（2015年8月14日）

与于1996年颁布《古巴自由民主团结法》的美国相对，从1992年开始，联合国大会每年都通过要求美国解除对古巴的制裁的决议。巴西总统迪尔玛·罗塞夫表示，加强同古巴在各方面的合作是反对美国封锁古巴的最好方式。古巴政府否认美国租占关塔那摩湾的合法性，因此从1960年以后一直拒绝收取美国的租金，并认为美国归还该地是古美关系正常化的五个基本要求之一。
2008年，欧盟与古巴恢复全面关系和双边合作，而美国则以古巴“拒绝走向民主化并尊重人权”为由，继续对其实施贸易禁运。美国总统贝拉克·奥巴马于2009年4月17日表示，将寻求美国与古巴关系新开端，取消了对古巴裔美国人到古旅行和汇款的限制。2014年，古巴与美国达成协议，双方同意通过谈判实现两国外交关系正常化。
2015年8月14日美國駐古巴大使館升起了國旗，暌違54年後兩國復交。
2016年3月20日，美國總統巴拉克·奧巴馬歷史性訪問古巴，是88年來首位訪問古巴的在任美國總統，象徵古巴與美國的關係解凍。

## 经济

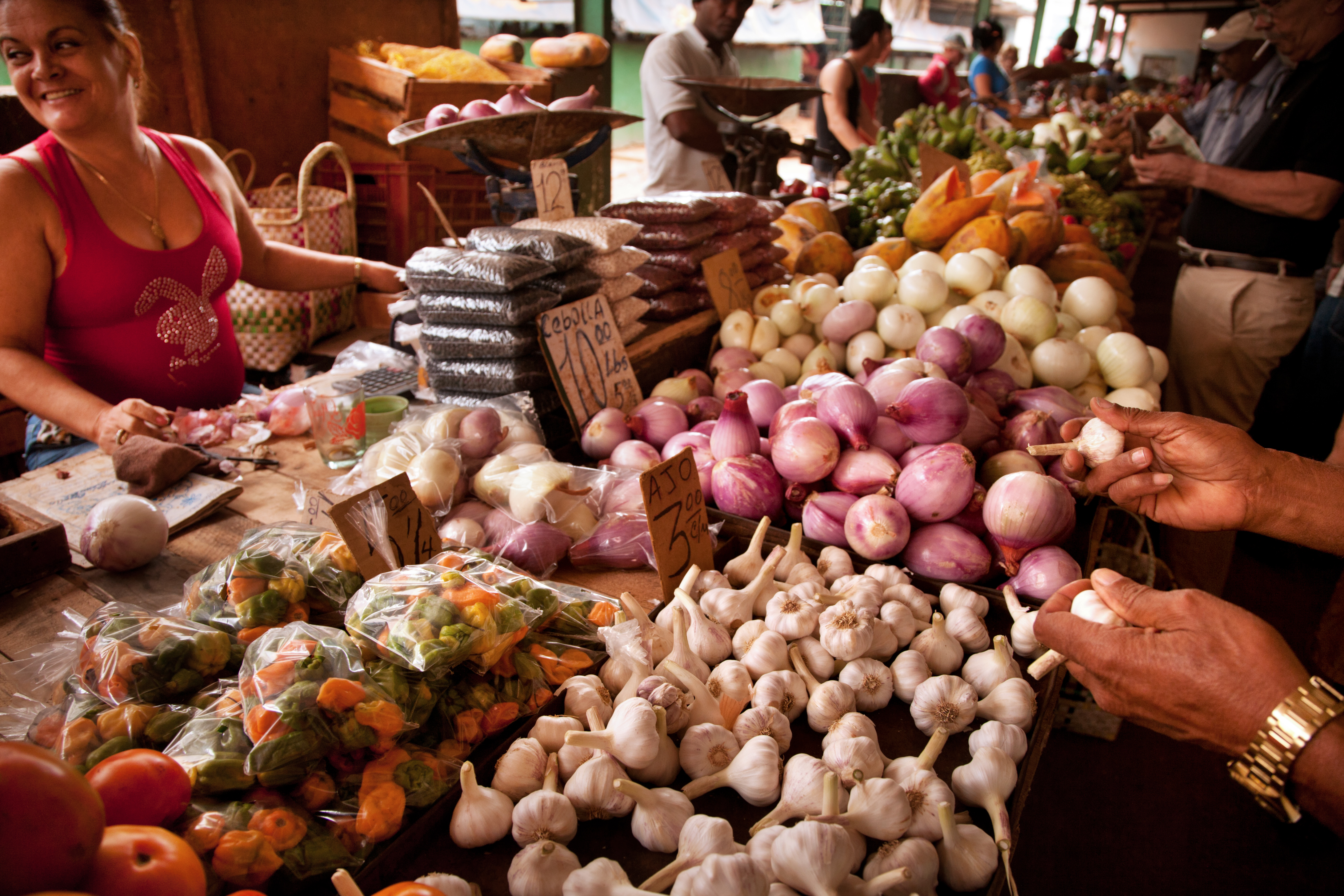
哈瓦那的一个菜市场

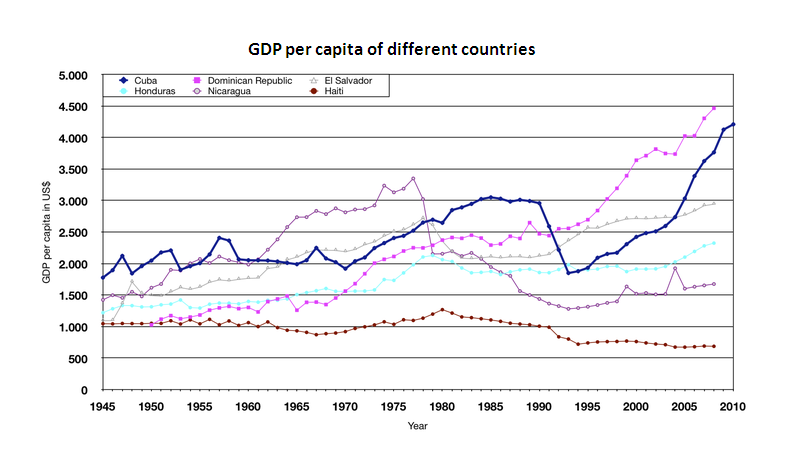
古巴和其它一些加勒比国家的人均国内生产总值变化情况

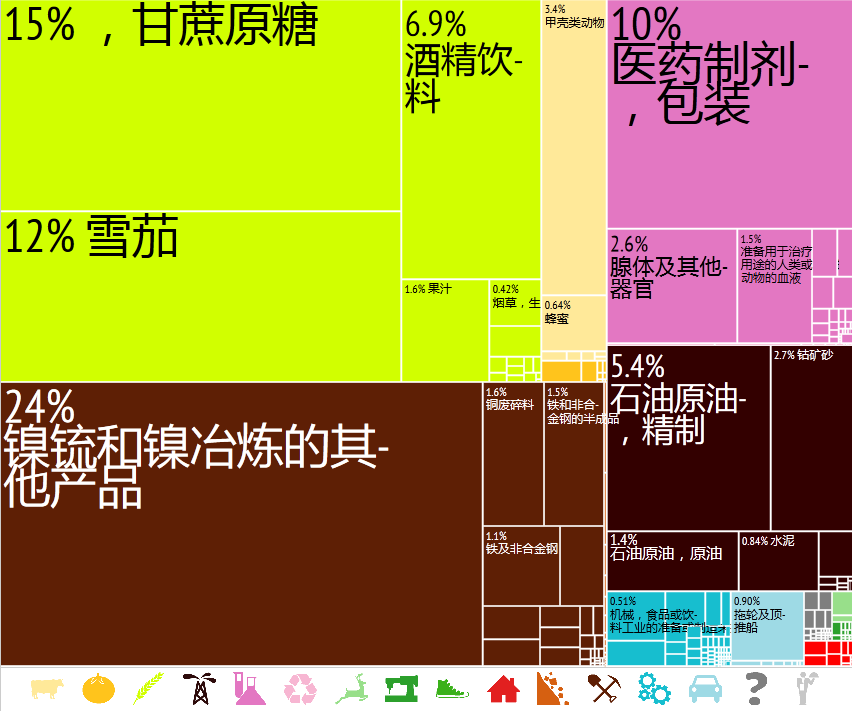
[http://atlas.media.mit.edu/explore/tree_map/export/cub/all/show/2010/# 2010年古巴出口结构

古巴政府以社会主义原则实施计划经济，大部分生产资料由国家控制，并且大部分劳动力为国家所雇佣。苏联解体后私有产业有所发展，在2006年约77.5％的工作从属于公共部门，剩下的约21.5%从属于私有部门，而在1981年，这个比例约为91.8％比8.2％。投资需要符合专门的条件，多数商品的价格由国家决定。2013年7月，平均月收入为466古巴比索，约合19美元。古巴维持着低失业率和低通货膨胀率，但多年来贸易逆差较重，偿还外债能力有限。
虽然不再维持单一作物经济，但如今古巴的经济结构仍然相当简单，且经济一直依赖某一国家，使国家经济易受自然灾害和国际环境冲击。据估计，委内瑞拉对古巴2008年至2010年国内生产总值的贡献率超过20%。政府逐步实施以出口替代进口的发展战略，希望通过吸收外资来增加古巴的外汇收入和创造就业机会。建于马列尔港的发展特区是古巴首个自由贸易区。
古巴也同时施行配給制，因此每个古巴家庭都有供应本，凭本每月供应最基本食品和日用品，并象征性收费。
货币方面，古巴曾經有一个双货币系统。古巴国内的薪资与市场主要使用古巴比索（CUP），在旅游经济中使用比美元币值稍高的可兑换比索（CUC）（2004年取消美元自由流通以前可兑换比索与美元等值）。因为可兑换比索（CUC）的货币价值比古巴比索（CUP）高，导致可兑换比索（CUC）主导了古巴国内的市场定价。但古巴人的月薪才仅仅20古巴比索（CUP），国民购买力很低，因此出现了社会问题，加上因2019冠状病毒病疫情，导致古巴经济陷入危机。因此从2021年起，古巴取消實施了二十幾年的雙貨幣政策，廢除可兌換比索，並將唯一法定貨幣古巴披索匯率定在24披索兌1美元。
苏联和经济互助委员会的解体使古巴失去了巨大的蔗糖补贴市场和廉價石油的供應者。从1989年到1992年，国民生产总值滑落35％，人均收入下降39％。面对这场叫做“特殊时期”的经济危机，古巴逐步而有限度地开放了市场，以缓解食品、日用品和公共设施的严重短缺。允许一些零售业和轻工业出现私营业者，并开放了旅游业。
2010年古巴的出口额为19.02亿美元，中国大陆占39%，委内瑞拉占12%，西班牙占9%；进口额25.45亿美元，中国占42%，巴西占16%，加拿大占15%。进入21世纪，中国逐渐取代加拿大等国，成为古巴最重要的进出口伙伴。主要出口物资为镍、蔗糖、烟草、医疗产品、鱼类、柑橘和咖啡。主要进口燃料、机械、电器、交通工具、衣物和农副产品。目前古巴持有债务约223.6亿美元，约占国内生产总值的34%。
提交古共六大审议的《经济社会政策方针》草案指出，古巴处于历史上最严重的困难时期：1998年至2008年发生的16次飓风使国家遭受206.64亿美元损失，严重旱灾造成13.5亿美元损失，再加上美国对古巴持续近半个世纪的经济、金融和贸易封锁导致的上千亿美元损失，不改革原有体制，国家经济就有崩溃的危险。2011年4月，古巴通过经济改革计划，明确古巴经济体制继续以基本生产资料社会主义全民所有制及依据个人能力和劳动进行分配的社会主义原则为基础。住房、机动车买卖解禁，提高农产品收购价格，决定实行政企分开，并计划废止粮食、香烟补贴和货币双轨制。为提高生产率，减少国家负担的各项补贴，国营企业裁员50万。将个体工商业者的经营许可范围由29个扩大到178个，以便吸收国营企业的下岗员工。一年之内，个体户的数量几乎翻了一番，超过35万户。针对他们，2013年政府全面恢复了税收制度。

### 产业

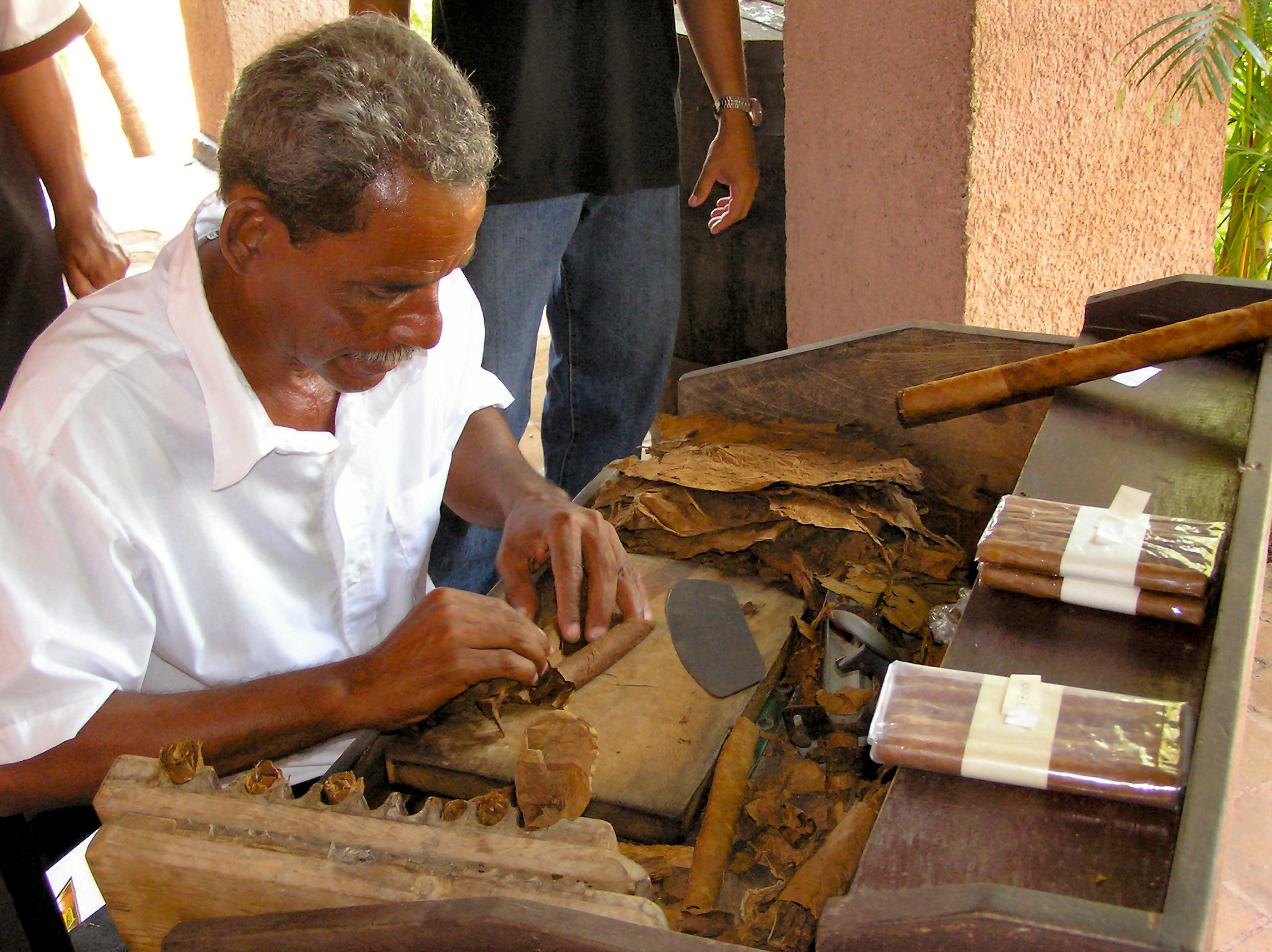
古巴圣地亚哥的雪茄制作

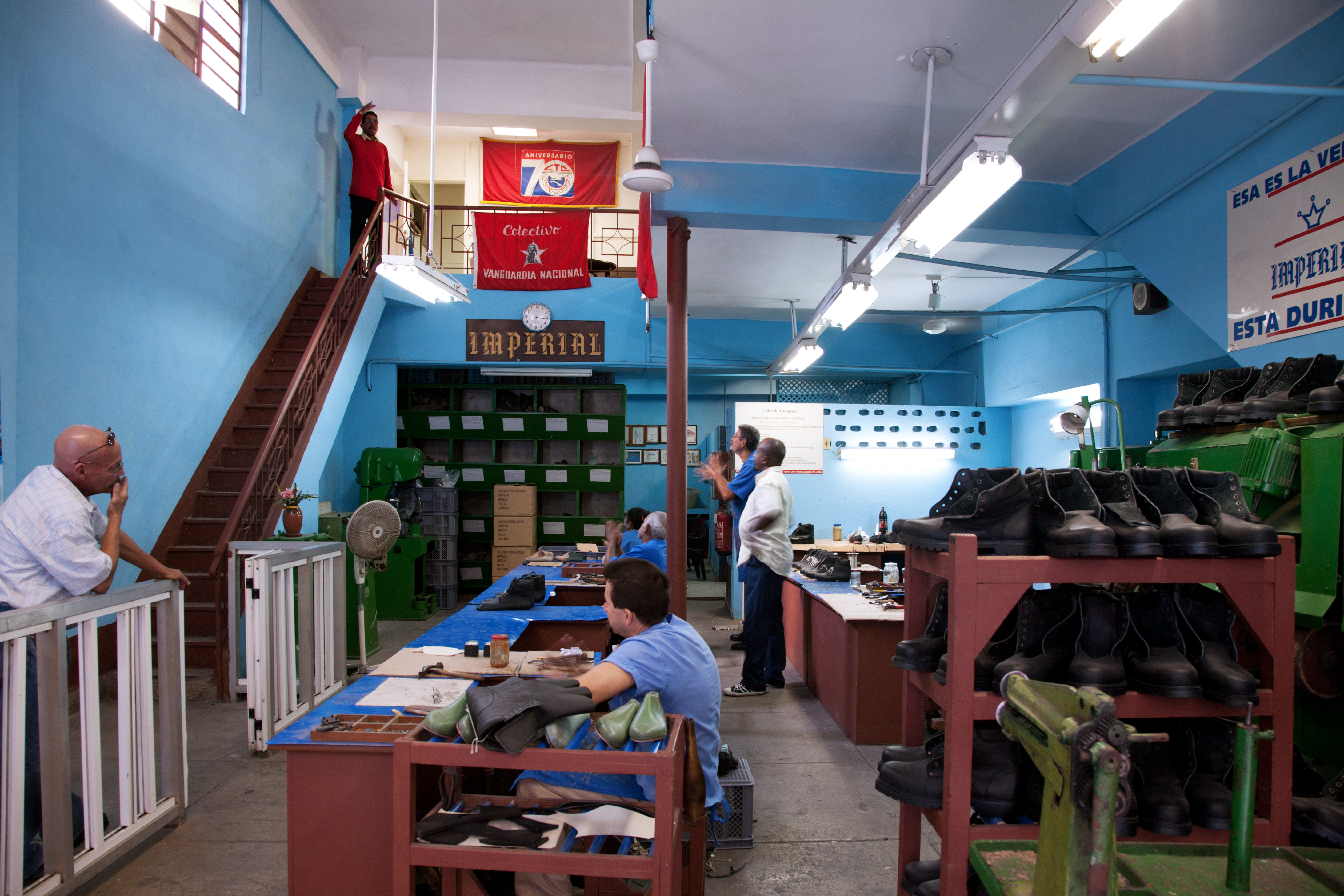
“皇家”鞋厂内的政治讲座

據2015年版《世界概况》，古巴國內生產總值的構成如下：農業占4%，工業占23.5%，服務業占72.7%。
菲德尔·卡斯特罗曾提出要在1969年实现产糖一千万吨的奋斗目标。当时，蔗糖业是古巴唯一的支柱产业。政府把整个古巴的人力和物力动员到了极限。1970年7月24日，甘蔗收获期结束，政府宣布产糖850万吨，达到该国蔗糖历史最高年产量。因干旱、飓风、国际糖价持续低迷和能源短缺等因素，古巴蔗糖工业陷入衰退。政府于2002年对食糖工业实行调整，把甘蔗种植面积削减到原来的60%，大量关闭糖厂，2011年古巴原糖产量降至110万吨。目前，该国积极开发和生产甘蔗乙醇。
古巴的药品进口减少计划始于1991年，现有先进的生物医药技术，1991年以来，古巴在全国各地建立了280个生物制剂中心。已经有包括干扰素、生长素、抗体药物和抗癌药物在内的约38种生物医药产品出口到包括英国、加拿大甚至美国在内的近50个国家和地区。古巴生产的乙肝疫苗被世界卫生组织列入了联合国采购名单。
古巴生产的雪茄普遍被认为是雪茄中的极品，每年创造产值在4亿美元左右，约占据国际市场顶级雪茄销售的70％。其优势在于比那尔德里奥省适宜烟草生长的小气候和红壤，同时归功于当地雪茄制作人的手艺和多年来选拔优秀烟种的传统。古巴现有35个雪茄品牌，500多个品种。来自中国大陸、东欧和中东等新兴市场的需求使得该产业从国际金融危机和多国出台禁烟令的影响下恢复，其中中国大陸已成为仅次于西班牙和法国的古巴雪茄第三大销售地。同时，位于全球品牌饮料销售排名第25位的“哈瓦那俱乐部”朗姆酒的销量仍保持10%以上的年增长率。
1996年，古巴建立了免税区和工业园区，发展了冶金、制衣、農業機械、电子技术、建筑材料和化工产业，提高轻工业品自给率。传统上，除了甘蔗和烟草，大米、海鲜、蜂蜜、咖啡、馬鈴薯、菜豆、柑橘和畜產品也是古巴主要的农副产品。粮食依赖进口，长期实行定量供应，苏联的解体迫使古巴通过“复古农业”改变依赖苏联补贴燃料的农业生产方式，在占国土面积约一半的可耕地上，实际种植面积约为500万公顷，农业从业人员收入可比公务员收入高2倍以上，但农业人口不足全国人口的9%。政府从2008年起实施农业改革，以承包形式向农民提供闲置土地，提高土地使用面积和利用效率。2014年古巴粮食自给率达到六成以上。为缓解农药缺乏和环境污染的压力，在有机农业工作组和各个食虫动物与昆虫病原微生物生产中心的支援下，古巴目前有大约60％的农民从事种植业与畜牧业一体化的有机农业生产。独特的城市农业系统也是弥补苏联解体后农产品进口的空缺的一个手段。

#### 礦產與能源
古巴矿产资源丰富，其中尤其重要的是镍、铬、铜、铁、锰。此外也开采硫磺、钴、硫铁矿、石膏、石棉、石油和石灰石。地下资源是政府所有的财产。其中镍的储量居世界第二，仅次于俄罗斯。古巴是世界第五大精炼钴生产国。據美国地质调查局估計，北古巴海盆存有大约46亿桶石油和9.8萬億立方米天然氣。2012年2月初，古巴深海商业采油计划正式付诸实施。
古巴鎳產品在全球镍市场佔有6.4%的份額，對出口總額的貢獻約為25%。切·格瓦拉镍矿厂每年镍成品产量达到三万吨，占古巴镍总产量的40%左右，主要保证中国和加拿大市场的需求。
2006年上半年古巴石油日产量为7.6万桶/天，而石油消费量为20.9万桶/天。大部分石油产自北部的马坦萨斯省，原油主要是重质高硫原油，因此该国的炼油厂需要对原油进行特殊处理才能进行加工。古巴通过国家投资或与外国企业合作的方式重点投资电力和石油领域。目前委内瑞拉以优惠价格每天向古巴出口110,000桶石油，换得44,000名古巴的医生、教师和技术人员。
1989年，古巴的家庭電力普及率为96％。1993年5月，古巴國會通過「國家能源發展計畫」，設定以提升能源效率、國內石油開採、糖業生質能等3大主軸發展，分散型再生能源供應體系也開始陸續建置。此时古巴基本仍依賴11座老舊大型火力發電廠，電力需求問題未有效解決。2004及2005年發生全國性嚴重停電後，古巴政府展開「能源革命」。6個月內，境內900萬顆傳統燈泡幾乎完全替換成省電燈泡，并实行家電以舊換新。2年內，全國煤油、液化石油氣、汽油使用量分別下降了34％、40％和80％。在政府補貼下，每月用電量在100度以內的用戶每度電支付約0.38美分，超用部分施以懲罰性超高累進費率，300度以上的用電價格高達原本的14倍。
2006年政府在全國裝設1,854座微型柴油發電廠，以解決由颶風和設備老舊造成的停電問題。4,000具緊急備用供電系統被裝配在醫院、農場、學校等重要場所，目前古巴分散型發電裝置容量比例居全球第二，僅次於丹麥。目前古巴正積極導入生質能氣化複循環發電等第二代生質燃料技術，以合資創投方式興建5所裝置容量約32百萬瓦的蔗渣發電廠。在2,364所學校引進太陽能發電的舉措獲2001年聯合國全球500佳环境奖肯定。古巴在2005至2007年間，達成18％的減碳成果，遠超過京都議定書制定的5.2％減碳目標。

#### 旅游业

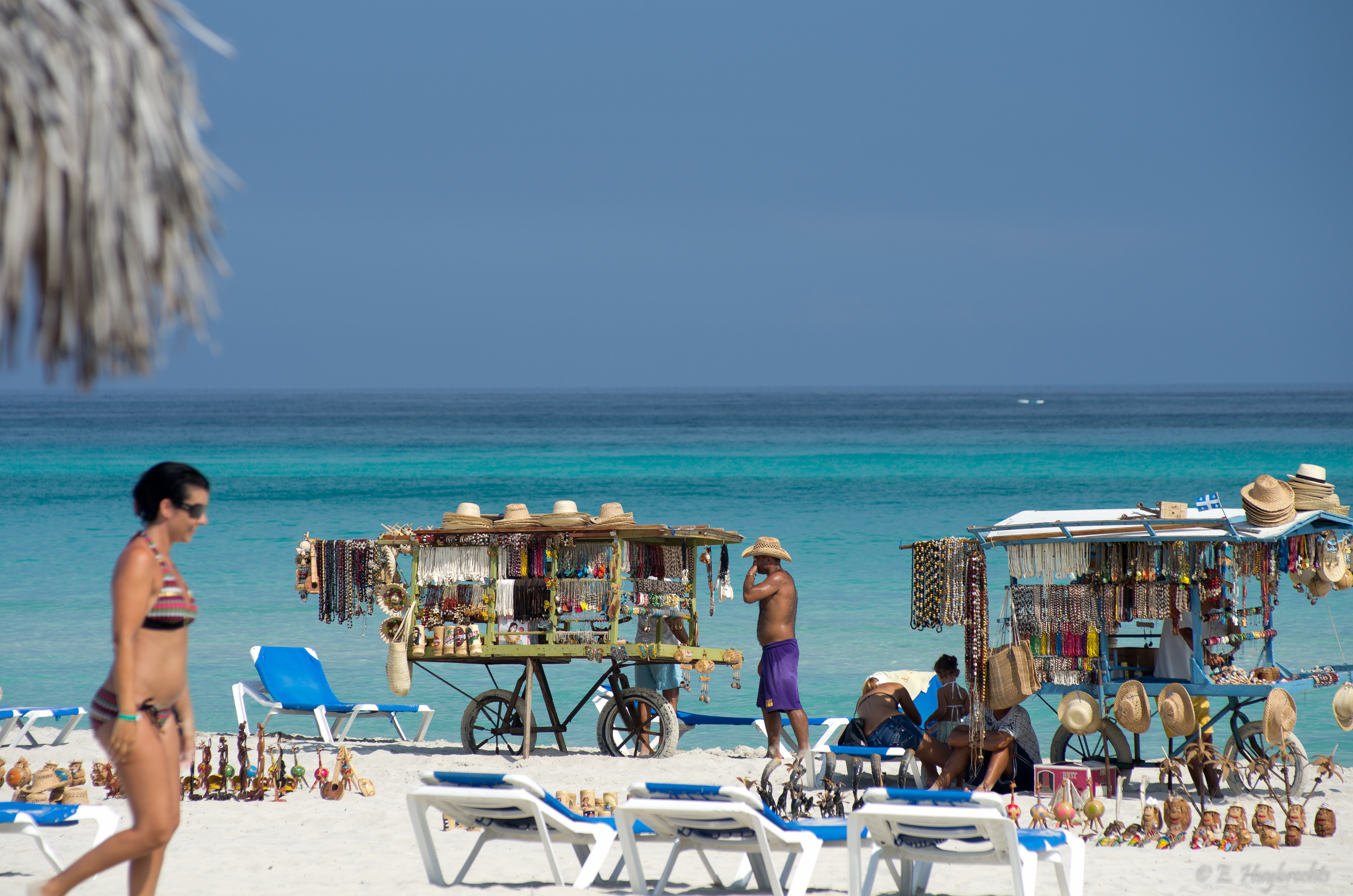
巴拉德罗海滩

1959年革命胜利后的30年内，古巴只接待来自苏联和东欧国家少数客人。自1990年代旅游业开放以来，该国旅游业发展迅速，已成为拉美地区第九大旅游目的地国。1994年，古巴成立旅游部，在1990年和2000年间，超过35亿美元用于投资兴建旅游设施。1995年，旅游业收入超过了蔗糖业收入，成为该国最重要的收入来源。国际游轮的重返带来了大批游客，2010年，古巴共接待外国游客250万人次，其中加拿大游客达94.5万人次，獲得了约24亿美元的收入。虽然古巴期待更多美国游客的到来，但在《赫尔姆斯-伯顿法》制约下，美国游客数量非常有限，主要是探亲的古巴流亡者，此外每年有不到三万名美国人非法前往古巴。除了传统旅游，医疗旅游也受到重视，2005年，有超过19,600位游客在古巴的收费国际医院接受治疗，受欢迎的项目包括泥疗、特殊体检以及治疗色素变异视网膜炎、白斑病、帕金森病、多发性硬化症等疑难病。
夏灣拿旧城有着各个时期的建筑，从西班牙殖民时期的巴洛克建筑到受美苏影响而出现的新古典主义建筑和装饰主义建筑，这使其被列入世界文化遗产。由于街道狭窄，无法满足美国游客对酒店和娱乐场所的需求，巴蒂斯塔政权决定拆除哈瓦那旧城。不过，该计划最终因为革命而搁浅。巴拉德罗拥有超过20公里的白沙滩，2008至2011年接待的国际游客均超过一百万，该地旅游业收入占全国旅游总收入的42%，现有49家酒店，86.9%的酒店都是四星级或五星级水平。

### 交通
古巴有约49,000公里的公路，其中铺面公路14,478公里，高速公路682公里，中央公路横贯古巴岛。古巴是加勒比岛国中唯一有客运铁路的国家，铁路长14,838公里，其中一半以上为甘蔗运输专线，有电气化铁路147公里，2010年5月，古巴政府宣布廣泛的計劃來修復鐵路網，新買的機車車輛，並開放四個中心培訓鐵路工人。海运船只117艘，总吨位140万吨。有16个商业港口和23个辅助港口，其中较大的有7个。古巴一度为加勒比地区最大的海运国家，但由于经济互助委员会解散，海运量大幅下降。哈瓦那港和圣地亚哥港为主要港口。共有20个机场，其中11个为国际机场。2012年，古巴航空公司有13架现役客机，除了三架空中客车A320-200型客机，均为俄罗斯和乌克兰所制。它以哈瓦那何塞·马蒂国际机场为总部，与加拿大、墨西哥、西班牙、俄罗斯、委内瑞拉等15个国家通航，共有35个目的地。也有很多外国航空公司经营直航古巴航线，美国与古巴之间没有正常的商业航线，运营形式为包机，美国政府在外交官遭到聲波攻擊的事件之後恢復禁止美国公民獨自前往古巴。
以前古巴的高档车不多，主要集中于外国常驻机构、租车行。汽车多为老爷车，车况较差，需要频繁维修，且往往没有空调，不過這樣的經典老車經常出現在古巴街頭，形成觀光風情。允许机动车买卖后，現代的高档车开始增多，但廉價的中國大陸吉利汽車在當地有一定地位。主要交通工具是客车、出租车和火车，部分城市主要交通工具还有自行车和马车（马车是除哈瓦那和巴拉德罗以外古巴各大中城市的常见交通工具）。古巴的出租车样式不一，甚至包括廉价的人力三轮车，私车载客非常普遍。供外国游客乘坐的“椰子出租车”（西班牙文：CocoTaxi，外形像椰子的机动三轮出租车）价格较高。2012年，私人运营出租车执照恢复发放。外观奇特、条件欠佳的“骆驼巴士”已退出哈瓦那历史舞台，被用来加强其他地方的公交系统，取而代之的是来自中国大陸的宇通客车，亦有少部分为阿根廷生产的依维柯牌客车及巴西生产的奔驰客车，但公交运力依旧不足，车内经常十分拥挤。古巴交通管理法规规定，挂蓝色牌照的公车如有空座位，遇有人搭车且搭乘人方向相符的情况下应允许乘坐，否则百姓可以上告。古巴的校车基本上是来自美国及加拿大的二手校车，一律漆成黄色。

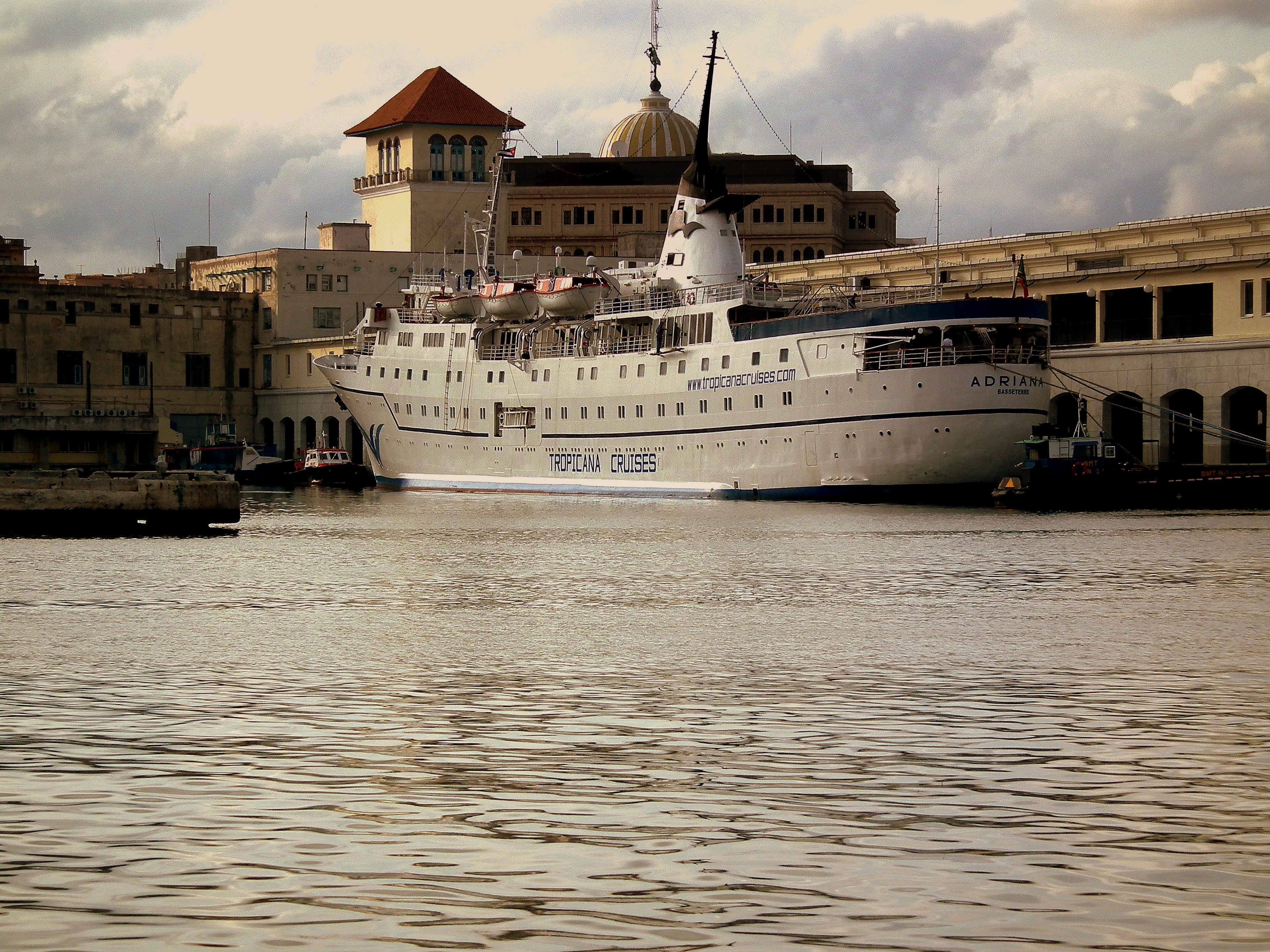
哈瓦那港
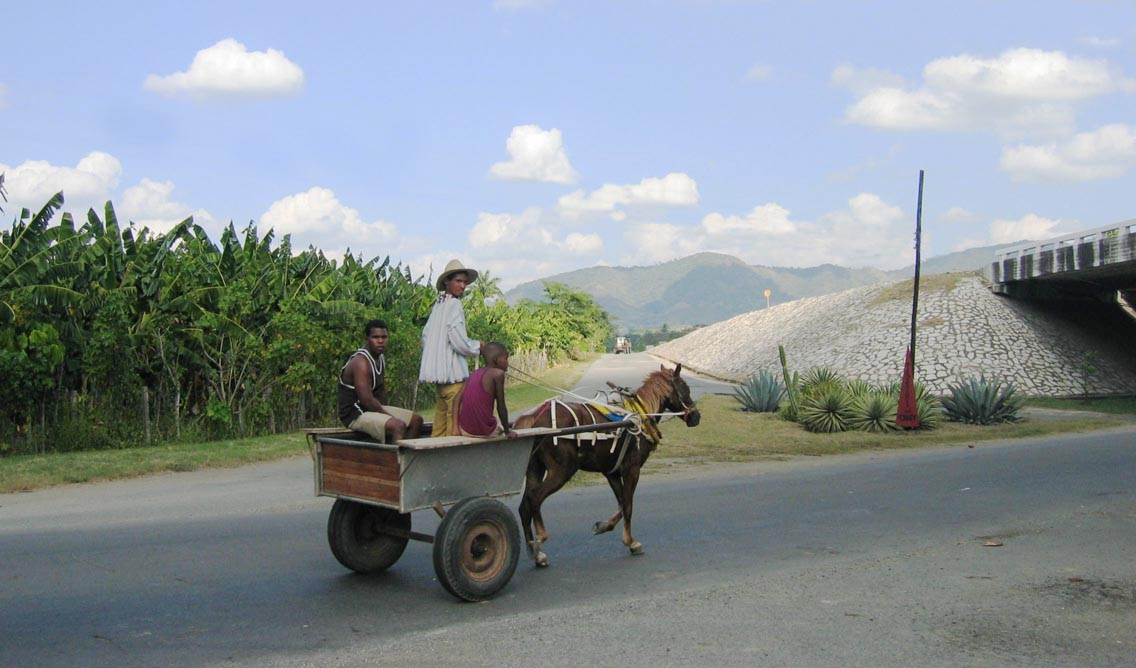
乡间马车
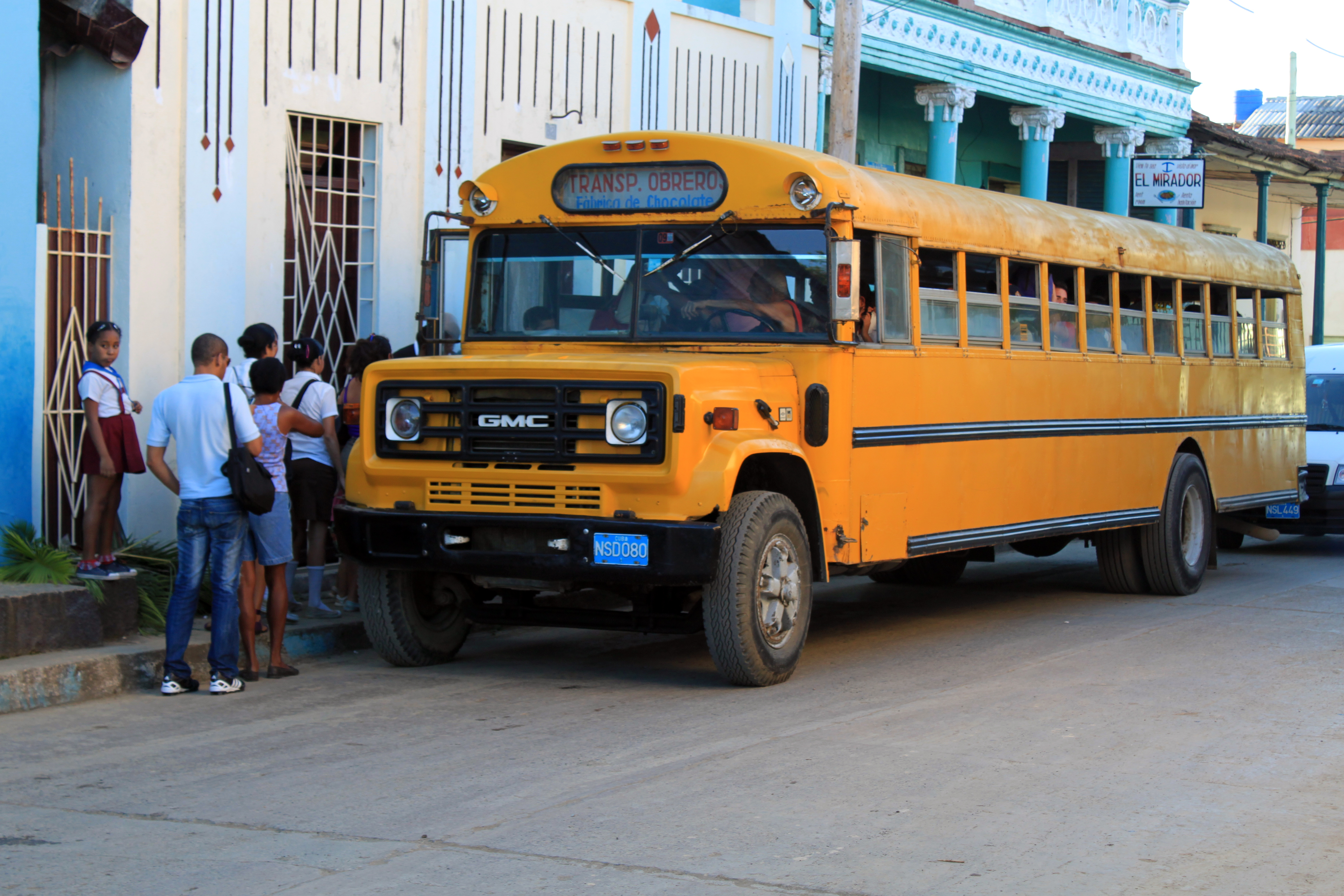
在巴拉科阿，巧克力厂的职工班车以校车充当

## 社会

### 人口
截至2012年底，古巴全国人口为11,167,325人，是人口最多的加勒比岛国，人口密度每平方公里102.3人。古巴人的平均年龄为35.1岁，16.3％的人口超过60岁，75％的古巴居民居住在城市，即846.5万余人，农村人口为277.5万余人。与之前相反，女性占总人口的50.1%，略高于男性所占比例。古巴是美洲人口出生率最低的国家，2012年每千人中出生9.96人。人口总数从2006年起呈现出微弱减少趋势。由于育龄妇女生育率下降，今后人口老龄化将日趋严重。60岁及以上人口占总人口的18.3%，0~14岁人口占17.2%。可就业人口502万人，占15岁及以上人口的54.3%。从2002到2012年，居民居住单位数量增长了9.9%。
古巴白人的祖先主要来自西班牙的加那利群岛、加利西亚、安达卢西亚和加泰罗尼亚，而古巴黑人的祖先基本来自西属几内亚的黑奴交易中心。还有少量亚裔居民，主要是来自福建和广东的华工后裔，古巴革命打破了种族的阶级界限，这促进了人种融合，即混血人种比例的增长。

#### 移民
和其它靠近美国的发展中国家一样，古巴有大批人出于经济目的移民美国，古巴成为社会主义国家后，由于担心财产被剥夺，大量古巴流亡者开始前往佛罗里达，他们主要是地主、商人和知识分子。仅1965年，就有约10万名古巴人通过每天两次的“自由航班”从哈瓦那赴美。1966年《古巴调适法》出爐，该法规定，任何自1959年后到达美国且在美国居住满一年的古巴移民，可以获得永久居留权。
在1980年的马列尔偷渡事件中，有15万古巴人渡海北上。跟1960年代的那批不同的是，这批难民中的大多数都很贫穷。卡斯特罗政府默许了此次偷渡，并利用此事件清走了大量的罪犯和精神病人。另一场大规模的古巴移民潮发生在1994年。为了防止马列尔偷渡事件重演，克林顿政府宣布在海上被拦截的古巴人将不被带往美国，而是送至关塔那摩監獄或巴拿马。在从1994年夏天开始八个月的时间里，有超过三万名古巴人和被拦截，并被送往美国本土之外的营地。
1994年9月9日，美国与古巴就移民问题达成协议。规定美国需将古巴难民安置在美国本土之外安全的避难所，古巴也承诺阻止其国民偷渡。自此美国每年接受两万名合法古巴移民。1995年5月2日，第二项协议达成，允许关塔那摩难民营里的古巴人进入美国。同时建立了一个直接遣返在海上被拦截的古巴人的制度。古巴政府承诺不对这些被遣返者进行惩处。
約三分之一的古巴家庭在美国有亲戚，他们收到的汇款抵消了一小部分制裁带来的损失，但由于移民的种族构成，黑人家庭普遍在消费上处于一定的弱势。

| 哈瓦那 古巴圣地亚哥 | 1  | 哈瓦那       | 哈瓦那市       | 2,201,610 | 卡马圭 奥尔金 |
| 哈瓦那 古巴圣地亚哥 | 2  | 古巴圣地亚哥 | 圣地亚哥省     | 423,392   | 卡马圭 奥尔金 |
| 哈瓦那 古巴圣地亚哥 | 3  | 卡马圭       | 卡马圭省       | 301,574   | 卡马圭 奥尔金 |
| 哈瓦那 古巴圣地亚哥 | 4  | 奥尔金       | 奥尔金省       | 269,618   | 卡马圭 奥尔金 |
| 哈瓦那 古巴圣地亚哥 | 5  | 圣克拉拉     | 比亚克拉拉省   | 210,220   | 卡马圭 奥尔金 |
| 哈瓦那 古巴圣地亚哥 | 6  | 关塔那摩     | 关塔那摩省     | 208,145   | 卡马圭 奥尔金 |
| 哈瓦那 古巴圣地亚哥 | 7  | 巴亚莫       | 格拉玛省       | 144,664   | 卡马圭 奥尔金 |
| 哈瓦那 古巴圣地亚哥 | 8  | 拉斯图纳斯   | 拉斯图纳斯省   | 143,582   | 卡马圭 奥尔金 |
| 哈瓦那 古巴圣地亚哥 | 9  | 西恩富戈斯   | 西恩富戈斯省   | 140,734   | 卡马圭 奥尔金 |
| 哈瓦那 古巴圣地亚哥 | 10 | 比那尔德里奥 | 比那尔德里奥省 | 139,336   | 卡马圭 奥尔金 |

### 卫生
所有古巴公民都有权在该国所有医疗机构接受免费医疗。该国保障的医保权利如下：通过由诊所、疾控中心、家庭医生和医院组成的城乡三级医疗网络提供免费医药和医护；提供免费牙科保健；在卫生管理推广与健康教育发展计划下，进行定期体检、常规接种疫苗和其他疾病预防措施。上述计划与行动通过群众组织和社会组织覆盖全部人口。在财政补助下，古巴职业女性在分娩前后享有带薪产假和与其母育角色相容的临时性工作方案。
多年来，古巴医疗投入均占GDP的10%左右。古巴卫生系统最大的优点是医生素质高、密度高，每163人拥有一名医生。平均每120户配置1名家庭医生，为每个家庭提供基本医疗、疫苗注射、健康教育、优生避孕等服务，并以此实现患者分流。古巴在生物医药领域坚持自主创新，疫苗、干扰素、降血脂药物等技术处于世界领先水平。针灸和草药疗法也被纳入国家医疗保健系统。古巴人均寿命达78.3岁，排名美洲第三（仅次于加拿大和智利），世界第37。婴儿死亡率2011年为千分之四点九，与加拿大并列为美洲最低。根据2012年世界卫生组织的一份报告，古巴是肺结核发病率最低的国家，每10万人中仅7例。另外，工伤发生率由1999年的5.2‰下降到2011年的1.6‰（2010年德国为25.8‰）。2004年起，古巴启动“奇迹手术”计划，即视力复明计划，为多国贫困眼疾患者实行免费手术治疗。
古巴通过建立高效完善的基础医疗体制使其用低成本取得高效益。古巴的多项重要公共健康指数都达到了世界最发达国家的水平，但其人均医疗支出成本却还不到美国的1/15。古巴的医疗制度受到世界卫生组织、世界银行以及其他许多国际机构和专业人士的赞扬。
但古巴的真实医疗水平与现状并不乐观，而多项重要卫生指标均存在造假、掺水等问题。
比如婴儿死亡率，有证据表明医生可能将早期新生儿死亡（注：指活产婴儿在出生后头七天内死亡）重新分类为晚期胎儿死亡（注：指包括妊娠20周或500克后胎儿的任何死亡），从而缩小了婴儿死亡率（注：指活产婴儿出生后一年内死亡）统计数据，并提高了预期寿命。古巴医生将新生儿死亡重新归类为晚期胎儿死亡，以便医生迎合政府的婴儿死亡率目标对可能在出生后不久死亡的子宫内胎儿堕胎，也是一种策略：
“当超声波显示胎儿发育异常时，医生经常在未经母亲明确同意的情况下进行堕胎，这引发严重的医学伦理问题，背后原因是：‘不这么做可能会提高婴儿死亡率’。每100次分娩中就有72.8例堕胎，古巴是世界上堕胎率最高的国家之一。”
不计一切手段“保持世界领先的婴儿低死亡率”，是古巴公共卫生部门必须完成的任务。对预期寿命数据的掺水，据说也如法炮制，“本年死者被统计为正在治疗的濒死者，明年再死”。对婴儿死亡率的关注，可能导致其他类型死亡率增加：
这些结果以其他一部分人群为代价。2015年古巴孕产妇死亡率，高于巴巴多斯、伯利兹、智利、哥斯达黎加、墨西哥和乌拉圭等拉丁美洲国家（《1990至2015年孕产妇死亡趋势》，2015年）。在预期健康寿命方面，古巴排在哥斯达黎加、智利、秘鲁和百慕大之后，略高于乌拉圭、波多黎各、巴拿马、尼加拉瓜和哥伦比亚。此外，根据英国权威医学杂志《柳叶刀》于2018年发布的世界各国医疗水平排名，古巴在拉美地区低于百慕大、波多黎各、智利，仅略高于美属维尔京群岛、哥斯达黎加、乌拉圭、巴巴多斯等，在世界排名中，低于黎巴嫩、黑山、白俄罗斯、罗马尼亚、中华人民共和国、塞尔维亚、保加利亚等发展中国家，略高于阿尔巴尼亚、北马其顿、俄罗斯、乌克兰、土耳其、波黑、伊朗、利比亚等发展中国家。
另外，古巴在医疗环境、设施、医护人员薪资上存在很多问题：不少医疗设施陈旧而过时，也时常缺乏必需药品。医生工资低。

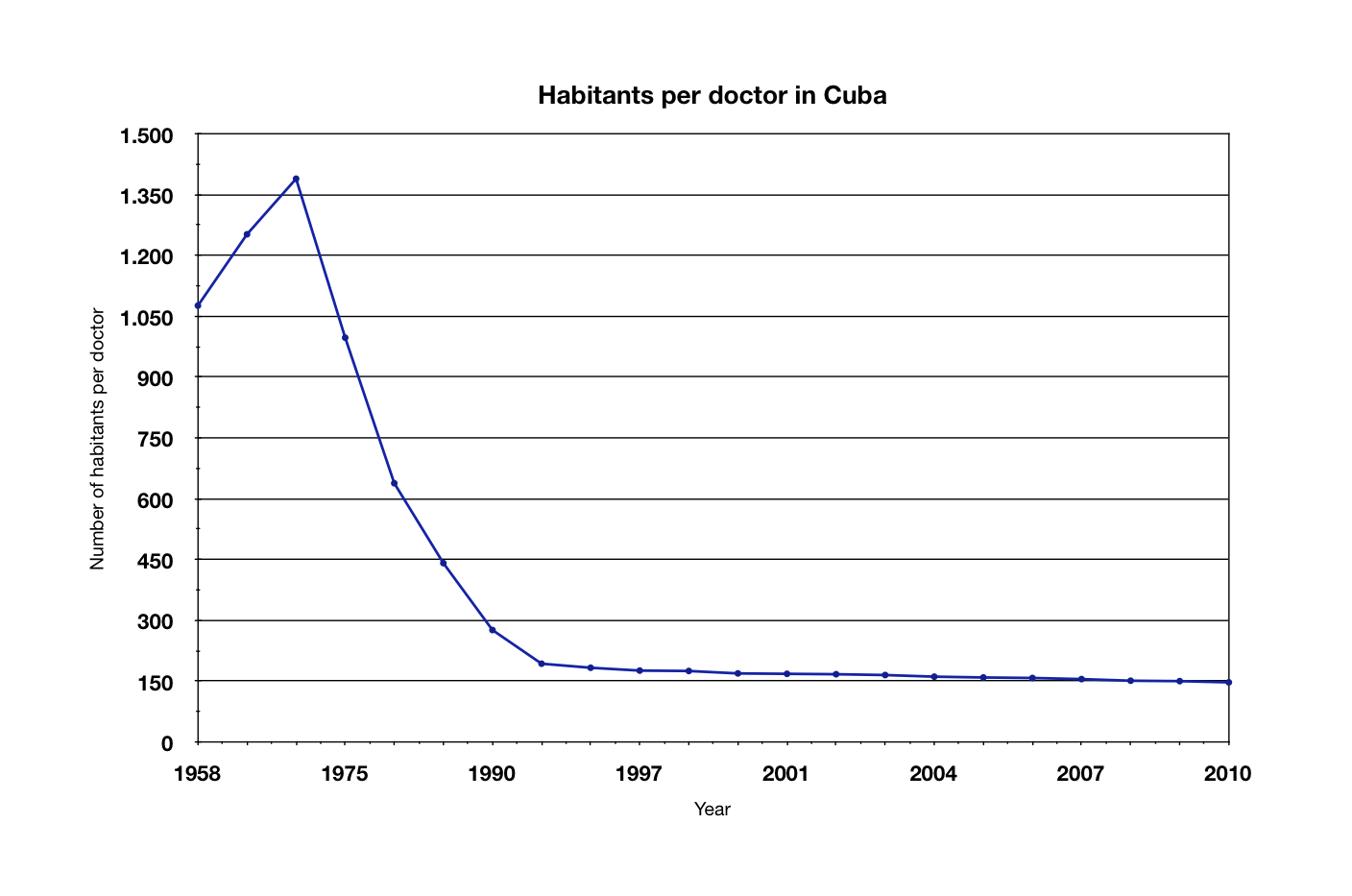
古巴每名医生所服务的平均人口变化情况

| 男性/女性预期寿命（岁）：                                | 76.2/80.4 |
| 婴儿死亡率（每千人）：                                   | 4.9       |
| 15至60岁男性/女性死亡率（每千人）：                      | 120/78    |
| 每千人拥有医生（除牙医）数：                             | 6.8       |
| 每千人拥有牙医数：                                       | 0.87      |
| 每万人拥有医院病床数：                                   | 49        |
| 人均医疗支出（美元）：                                   | 503       |
| 卫生开支占国内生产总值的百分比：                         | 11.8      |
| 艾滋病毒感染百分比：                                     | 0.052     |
| 资料来源：世界卫生组织古巴卫生概况（页面存档备份，存于） |           |

### 教育

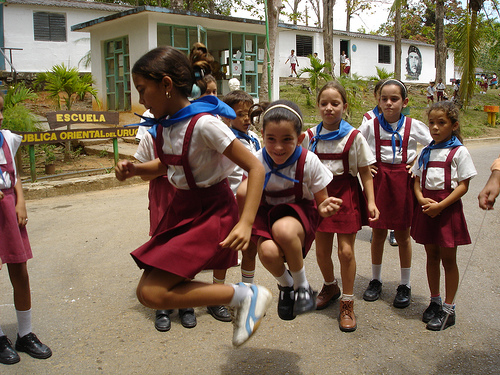
古巴小学生，佩戴何塞·马蒂先锋队领巾

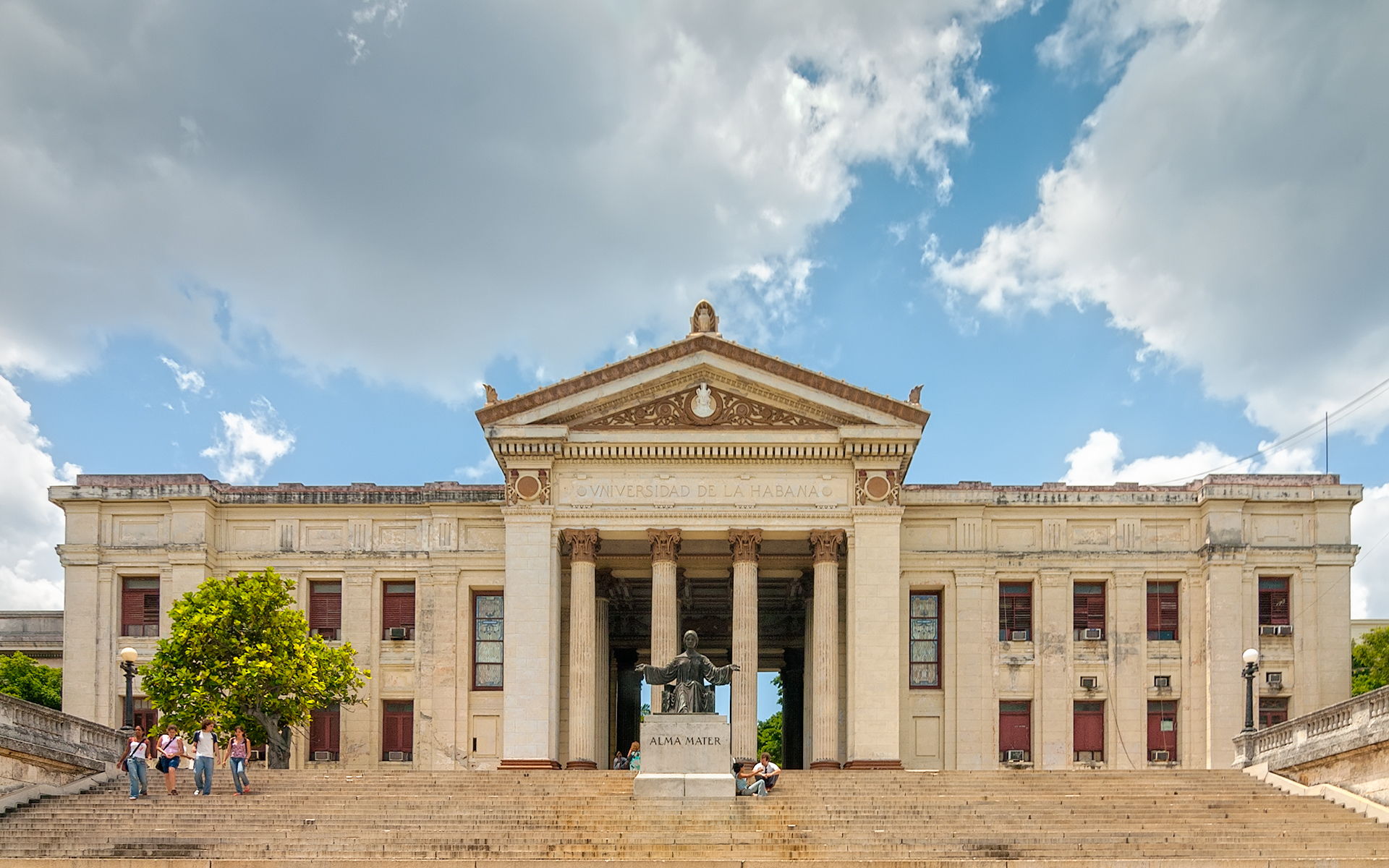
哈瓦那大学

古巴的教育普及程度在整个拉美国家中名列前茅。教育支出常年占财政支出的一成左右。学生完成9年义务教育后，可通过考试升入大学预科学校或职业技术学校，落榜考生当年有一次补考机会。各级学校均为公立，一律免学费和书本费，还免费提供伙食和校服。小学入学率为100%，受过高等教育的占受教育人数的57%，1957年的识字率为76.4％。1961年底，卡斯特罗政府宣布完成扫盲运动。如今古巴的识字率达99.9%，领先全球。
高等教育机构共63所，包括大学、专科学院、高等师范院校和高等职业院校，建于1728年的哈瓦那大学是古巴最重要的高等学府，包含经济学、自然科学、人文科学等领域，有14个研究中心。由古巴高等教育部运作的远程教育系统为农民提供下午和晚间课程。古巴接收不少发展中国家的留学生学习西班牙语和医学等专业。
在革命中有大批教师移民国外，造成师资紧缺。为此古巴政府在城乡建立起一批师范学校。政府还将巴蒂斯塔统治时期的69座兵营改建成学校。到60年代末教育得到普及。2000年年初，联合国教科文组织在一份报告中赞扬古巴小学生的语言课和数学课成绩在被调查的13个拉美国家中得分最高。2002年年初，古巴政府提出新的教育体制改革计划，要求将每班学生数缩减至15～20名，在各教室配备电视，在各级学校中开设计算机课，并对高中生进行更加直接的专业教育。此外，在两个全国性频道中每天分别播出10小时和12小时的教育节目。在联合国儿童基金会支持下，政府开展了一项全国范围内的早期教育计划，名为“教育你的孩子”，为0—6岁儿童提供基于社区的服务。
教育强调政治意识形态，“勤奋、自律、爱国”是所有中小学的校训。有特色的小学课程包括舞蹈、园艺、健康卫生、古巴革命史、棒球和国际象棋。城市中学生要定期到农村寄宿，参加收获农作物的义务劳动，而农村基础中学实行半日学习半日劳动制。
古巴的教育也面临一定的困难，比如教材等教学用品的缺乏。学生用完教材后，需将其交给下一届学生继续使用。

### 宗教
| 古巴宗教（2020年资料） | 古巴宗教（2020年资料） | 古巴宗教（2020年资料） | 古巴宗教（2020年资料） | 古巴宗教（2020年资料） |
| ---------------------- | ---------------------- | ---------------------- | ---------------------- | ---------------------- |
|                        |                        |                        |                        |                        |
| 基督宗教（泛基督信仰） | 基督宗教（泛基督信仰） |                        | 58.9%                  | 58.9%                  |
| 無宗教                 | 無宗教                 |                        | 23.2%                  | 23.2%                  |
| 民間信仰               | 民間信仰               |                        | 17.6%                  | 17.6%                  |
| 其它宗教               | 其它宗教               |                        | 0.3%                   | 0.3%                   |

古巴曾是无神论国家。1962年卡斯特罗政府曾关闭400多所天主教学校，声称这些学校散布威胁安全的信仰。1991年，古巴共产党撤除宗教禁令。次年，宪法修正，将古巴变为世俗国家，也就是说政府虽为非宗教性机关，但是不再反对宗教信仰。因此，宗教信徒也可以加入古巴共产党，天主教自此复兴。1996年11月，教宗若望·保禄二世受卡斯特罗之邀访问古巴。
古巴最普遍的宗教是基督教，而最大的基督教教派是由西班牙人带到岛上的天主教，国内有11个教区，650座教堂。萨泰里阿教与之相依相存，这是一种基于西非约鲁巴人信仰，并包含许多天主教元素的混合宗教，作为一种非政治、无组织的宗教形式，它多年来受到政府支持。据估计，大约有35％的古巴人为受洗的天主教基督徒，其中许多人同时也倾向于信萨泰里阿教。梵蒂冈宣称有六成古巴人信奉天主教。仁爱圣母于1916年由教宗本笃十五世宣布为古巴的主保聖人。而在萨泰里阿教中，她被奉为爱之女神。
有大约二十一万古巴人属于54个新教教派。随着五旬节运动的传播，神召会的信徒超过了十万人。约8.9万人属于耶和华见证人。此外古巴还有小规模的印度教徒、犹太教徒、穆斯林和巴哈伊信仰者。

### 假日
| 日期     | 名称               | 西班牙文名称                           | 备注                                                 |
| -------- | ------------------ | -------------------------------------- | ---------------------------------------------------- |
| 1月1日   | 解放日/新年        | Día de la Liberación                   | 国庆日；1959年1月1日，古巴革命胜利。同時也是公曆新年 |
| 5月1日   | 国际劳动节         | Día Internacional de los Trabajadores  | 举行群众集会。                                       |
| 7月26日  | 国家起义日         | Día de la Rebeldía Nacional            | 攻打蒙卡达兵营纪念日。                               |
| 10月10日 | 独立战争开始纪念日 | Inicio de las guerras de independencia | 十年战争于1868年10月10日开始。                       |
| 12月25日 | 圣诞节             | Navidad                                | 1998年接受若望·保禄二世访问后重设该假日。            |

### 媒体
古巴的媒体都是国有的，由中央和各市政府掌管，政治訊息由古巴共产党监管。拉丁美洲通讯社是古巴官方国际通讯社，创建于1961年，在全世界设有37个分社。国家通讯社创建于1974年，主要负责国内新闻报道。 
古巴广播电视协会（ICRT）控制着广播和电视节目。全国共有各级电视频道38个。国际性电视频道为古巴电视台国际频道（Cubavisión Internacional）；全国性的电视台有古巴电视台（Cubavisión）、起义电视台（Tele Rebelde）、教育频道（Canal Educativo）、教育频道二台（Canal Educativo 2）和综合频道（Multivisión），以上电视台24小时不间断播出。此外各省和一些城市也有地方电视台。电视台播放连续剧、喜剧、电影、纪录片、体育节目、音乐节目、新闻和政论节目，其中很多节目来自巴西、美国和西班牙。古巴的第一个广播电台开播于1922年8月22日。目前有91个广播电台：一个国际台，6个国家台，18个省属台，66个市属台，遍布全国各地。从2013年1月20日起，南方电视台每天晚上8点到第二天下午4点半的节目在古巴同步播出，该电视台由一些拉美国家政府资助，总部设在委内瑞拉加拉加斯，旨在推动拉美一体化。为观看外国节目，有不少古巴人私下安装卫星天线和开设影视库。
《格拉玛报》（GRANMA）是古巴共产党机关报，创办于1965年10月，发行量70万份；《起义青年报》（Jóven Rebelde）是青年共产主义联盟中央机关报；《劳动者报》（Trabajadores）是中央工会机关报；《波希米亚》（Bohemia）周刊创于1908年5月，每期发行30万份。《先锋》、《我们还年轻》和《Zunzún》是三份青少年杂志。也有一些網路媒体。

### 互联网
古巴从1996年开始通过卫星訊號提供网络宽带服务，但以往任何试图扩大古巴互联网连接的举动，都需得到执行对古巴经济制裁的美国财政部的许可。由于卫星接入昂贵而缓慢，且政府态度谨慎，长期以来互联网发展很慢。目前，古巴的互联网連線率排美洲最末，约16%的古巴人使用网络，其中多数都只能在指定的单位、学校或青年计算机俱乐部上国内的局域网，仅有2.9％的古巴人能在国内不受限制地浏览世界各地的网页。为了提高网速，连接委内瑞拉、古巴和牙买加三国的ALBA-1海底光缆系统自2012年8月投入使用，带宽为640Gb/秒。2013年1月10日，古巴启动了海底光缆接入互联网的调试工作，以确保该通訊系統正常运行。
出于对网络异见分子的担忧，古巴建立了一些类似于西方热门网站的仿品。RedSocial（意为社会性网络）是与Facebook相似，但由古巴网民专用的社交网站。基于Wiki技术的网络百科全书EcuRed则反映着左翼意识形态。该网站于2010年12月建立，至2013年1月有超过十万个条目。同时，亲政府的“革命”博客作者进行着针对异见分子的“反击战”。
直至2015年7月初，古巴政府终于在全国范围内开放了35个公共无线上网点，意味著古巴人开始可以使用Facebook和Twitter。
2018年12月6日，古巴首次开通手机互联网，虽然价格不菲，但还是有530万个手机上网用户选择激活了账户，人数占到古巴全国人口的约50%。当地时间6日早8点，古巴電信公司 (ETECSA) 的用户如果持有以53或者52开头的电话号码，就可以使用手机上网了，整个安装和开通过程需要3天。在价格方面，1MB需要花费10美分，套餐的话从7美元600MB到30美元4GB不等。报道称，目前古巴公营单位的平均工资水平是一个月30美元，因此购买手机上网服务比较昂贵。

## 文化
古巴如同一个熔炉，融合了以传统西班牙文化和非洲文化为主的多种移民文化，也融入了浓厚的政治气氛。

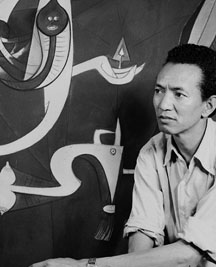
古巴超现实主义画家林飞龙

### 美术
古巴画家于二十世纪初崭露头角，其中主要的画家有深受毕加索讚譽的华裔画家威尔弗雷多·林（中文名林飞龙，有作品被选入纽约现代艺术博物馆和马德里索菲亚王后国家艺术中心博物馆）、雷内·波托卡雷罗、阿米莉亚·佩莱斯等，他们都是先锋派艺术家。重要的当代画家有托马斯·桑切斯、何塞·贝迪亚、阿图罗·昆卡、罗伯托·法贝罗、纳尔逊·多明格斯、埃尔内斯托·佩纳等等。革命后，古巴出现了大量用于鼓舞群众斗志的革命宣传画。虽然艺术创作受到社会主义写实主义的强烈影响，但不同于东方社会主义国家的传统，古巴的先锋艺术并未受到政府压制，反而有机会出国展出。

### 文学
古巴文学在19世纪初开始发出自己的声音，占主导地位的主题是独立和自由。何塞·马蒂引领了古巴文学的现代主义运动。古巴共和国成立后。一些流亡国外的革命作家回到祖国。这时有许多作家沉醉于自我表现，有些作家宣扬爱国主义，抨击腐败的政治。小说家卡洛斯·洛维拉在《将军与博士》一书中谴责古巴出现的新贵族，表现坚定的反教权立场。米格尔·德·卡里翁发表了用自然主义手法写作的抨击资产阶级道德观的小说《诚实的女性》与反映下层社会生活的小说《不纯贞的女人》。作家何塞·安东尼奥·拉莫斯发表了谴责帝国主义干涉与种族歧视问题的小说与剧本《沼泽》、《科阿伊巴伊》等。而尼古拉斯·纪廉则侧重于批判现实的文学，作为黑人派运动的代表，他运用黑人民间诗歌的韵律或以黑人生活作为题材进行创作，表达对社会不公的抗议。1928年何塞·塔列特发表的《拉·仑巴》开创了黑人诗歌的先河。在20世纪30、40年代，文学创作更多地反映民族觉醒和反抗。
现代的古巴文学作品亦多表达对旧时代的谴责。阿莱霍·卡彭铁尔，著有反映海地独立战争的小说《人间王国》。小说家吉列尔莫·因凡特的代表作是揭露古巴独裁者镇压人民的短篇小说集《平时和战时一个样》，以及反映古巴革命前夕哈瓦那生活的长篇小说《三隻可怜的老虎》。埃德蒙多·德斯诺埃斯的《没有问题》描写1952年巴蒂斯塔政变直至马埃斯特腊山游击战，诺埃尔·纳瓦罗的《在我们焦虑不安的日子里》揭露宪警罪行。胡安·阿尔科查的《只有死人在行进》，描写一群毫无理想的青年醉生梦死的生活。多拉·阿隆索的《无刺的土地》，反映土地改革问题。阿贝拉尔多·皮涅罗的《休息》，反映哈瓦那汽车工人的罢工斗争。达乌拉·奥莱马·加西亚的小说《志愿女教师》，反映古巴革命以后的扫盲运动。
1939年至1960年间，海明威在古巴定居，并称自己为“普通的古巴人”。在此期间他写下了闻名于世的代表作《老人与海》。

### 体育
体育是古巴的全民热点，由于历史上与美国的联系，古巴人较多地参与到流行于北美的运动中，而不是传统上在西班牙语国家比较普遍的运动。其中棒球是最受欢迎的，其次有篮球、排球、板球和田径等。古巴在业余拳击上居于主导地位，持续在国际比赛上取得奖牌。戴龙·罗伯斯曾是男子110米跨栏世界纪录保持者。古巴政府1962年就宣布取消体育职业化，实行全民免费观看各项体育比赛。
棒球和排球聞名世界。古巴排球的特点在于强劲的弹跳力和扣杀力，故有“黑色橡胶”之称。而身着红色球衣的棒球球員人稱“紅色閃電”。1951年起古巴成棒連續40次在世界杯、洲際杯、奧運及經典賽等國際賽都闖進決賽，贏過25次世界杯冠軍、10次洲際杯冠軍，在1992年、1996年和2004年三獲奧運會棒球金牌。2000年開放職棒球員參賽之後，古巴的棒球優勢不再，很難再一枝獨秀。2008年在荷蘭舉行的哈連杯，古巴竟兩度輸給美國大學明星隊，更是震撼國際棒壇。不过自2011年起，古巴棒球代表队位列国际棒球总会世界排名榜首。
比较起来，古巴足球缺乏群众基础，自1938年后一直未能闯入世界杯，而整个古巴体育界面临的球员叛逃问题更使其运作雪上加霜。仅在2008年的一场在与美国队战平的奥运会足球预选赛过后，就有七名古巴球员在美国职业足球大联盟的引诱下叛逃。不过对欧洲联赛、欧洲杯、南美解放者杯，特别是对2010年世界杯全部比赛的现场直播，已经使人们对足球的参与升温。

### 音乐
古巴音乐是西班牙民族音乐和黑人歌舞文化的混合产物。颂乐是音乐形式的中心，在此基础上衍生出许多其它音乐风格，如萨尔萨、恰恰恰、伦巴、曼波舞曲等等。三弦吉他诞生在古巴，而刮瓜、马林巴和崩歌鼓则是源自非洲的乐器。早期的印第安原住民在殖民统治时期几乎消失，唯一留下的音乐遗迹是名为沙槌的打击乐器，它也是其它拉丁音乐的主要乐器。除了节奏复杂，变化多端的古巴非洲音乐，重曲调变化，轻节奏变化的瓜希拉音乐（乡村音乐）是古巴传统民间音乐的另一种主要类型。它保持着浓郁的安达卢西亚音乐风味，村民多喜欢以这种音乐形式来议论政治，融入颂乐节奏的爱国歌曲《关塔纳梅拉》是流传最广的瓜希拉音乐。此外，自20世纪90年代起，雷鬼日益普及。
古巴革命胜利后产生的新吟游歌谣颇有影响力，这是一种政治性很强的音乐，由歌颂爱情发展到记录重要事件，甚至成为了一种宣传武器，与拉丁美洲的重大政治事件紧密联系在一起，代表作品有《要古巴，不要美国佬》和卡洛斯·普埃布拉为送别格瓦拉而作的《永别了，指挥官》。
1996年，英国世界巡回唱片公司（World Circuit）进入古巴开始录制专辑。通过制作人伊布拉印·飞列与其乐团同名的专辑《美景俱乐部》（Buena Vista Social Club）的成功，使得古巴音乐重回世界乐坛。埃内斯托·莱库奥纳的钢琴作品《黑人狂想曲》及歌曲《西波涅》是世界经典曲目。

### 饮食
将馬鈴薯、胡蘿蔔、肉类和鳄梨炖在一起，就成了一锅阿西亚科，这道菜的名字也被用来形容古巴饮食文化的兼容并包。古巴菜谱将西班牙人的烹饪技术、菜式与包括香料在的本土热带物产相结合，也吸收了华人的红烧方法、米食传统和克里奥尔人的甜食。传统上，古巴人不讲究分道上菜，每顿饭盛在一盘中。黑豆饭被形象地称作“摩尔人和基督徒饭”（Platillo Morros y Cristianos，黑豆象征肤色黝黑的摩尔人；而白米饭象征基督徒的西班牙人），是最典型的主食，其它常见的主食还有芭蕉、木薯、古巴式面包和热带水果等。大蒜、小茴香、牛至和月桂叶是主要的香料。特色菜包括“旧衣服”（碎牛肉炒蔬菜）、烤乳猪、炸猪皮、木瓜煎鸡饭、洋葱肉馅饼和西蕃莲拌奶酪。在沿海的渔村，人们的蛋白质来源以鱼类为主，那里餐桌上常有旗鱼、鲷鱼、鳟鱼和烤龙虾。对餐饮业的限制影响了传统菜肴的普及。
咖啡和甘蔗的遍植自然使牛奶咖啡、甘蔗汁和以甘蔗酿制的朗姆酒成为了流行的饮品，有多种以朗姆酒为基酒的鸡尾酒诞生在古巴。哈瓦那旧城里著名的五分钱小酒吧至今还保留着海明威的手迹：“我的莫希托在（五分钱）小酒吧，我的德贵丽在小佛罗里达（餐馆）。”最地道的“自由古巴”由土可乐和哈瓦那俱乐部牌朗姆酒兑成。科佩里亚（Coppelia）冰淇淋是古巴冰淇淋的代表，差不多每个市镇都有其门店。

### 电影
20世纪40至50年代，由于美国电影的垄断组织统治了古巴电影市场。古巴电影事业的发展受到阻碍。为了摆脱困境，古巴电影工作者开始与墨西哥电影创作人员合作拍摄影片，合拍的影片中有《街头天使》、《不该出生的人们》、《命运的打击》。
1959年后，古巴政府成立了电影艺术和电影业研究所，它在1977年后成为文化部管辖的一个局，既是电影制片生产中心，管理影片发行、输出输入事宜的机构，又是培养电影工作者的学校，还设有电影资料馆，并出版电影刊物。这一时期有与苏联合拍的电影，如1964年的《我是古巴》，还有反映其支持民族解放运动的电影，如《安哥拉──希望的胜利》、《民族的矛》和《格林纳达：小国家、伟大的革命》。号称是古巴的第一部同性恋影片的《草莓与巧克力》是第一部获得奥斯卡最佳外语片提名的古巴影片，而2005年的公路片《古巴万岁》是罕有的在戛纳电影节上获奖的古巴电影。此外，古巴电影共四度获得戈雅奖最佳西班牙语外国片奖。
在古巴举行的国际电影节有：拉丁美洲新电影国际电影节、哈瓦那国际青年电影节。